# Controversie su memoriali e monumenti negli Stati Uniti d'America

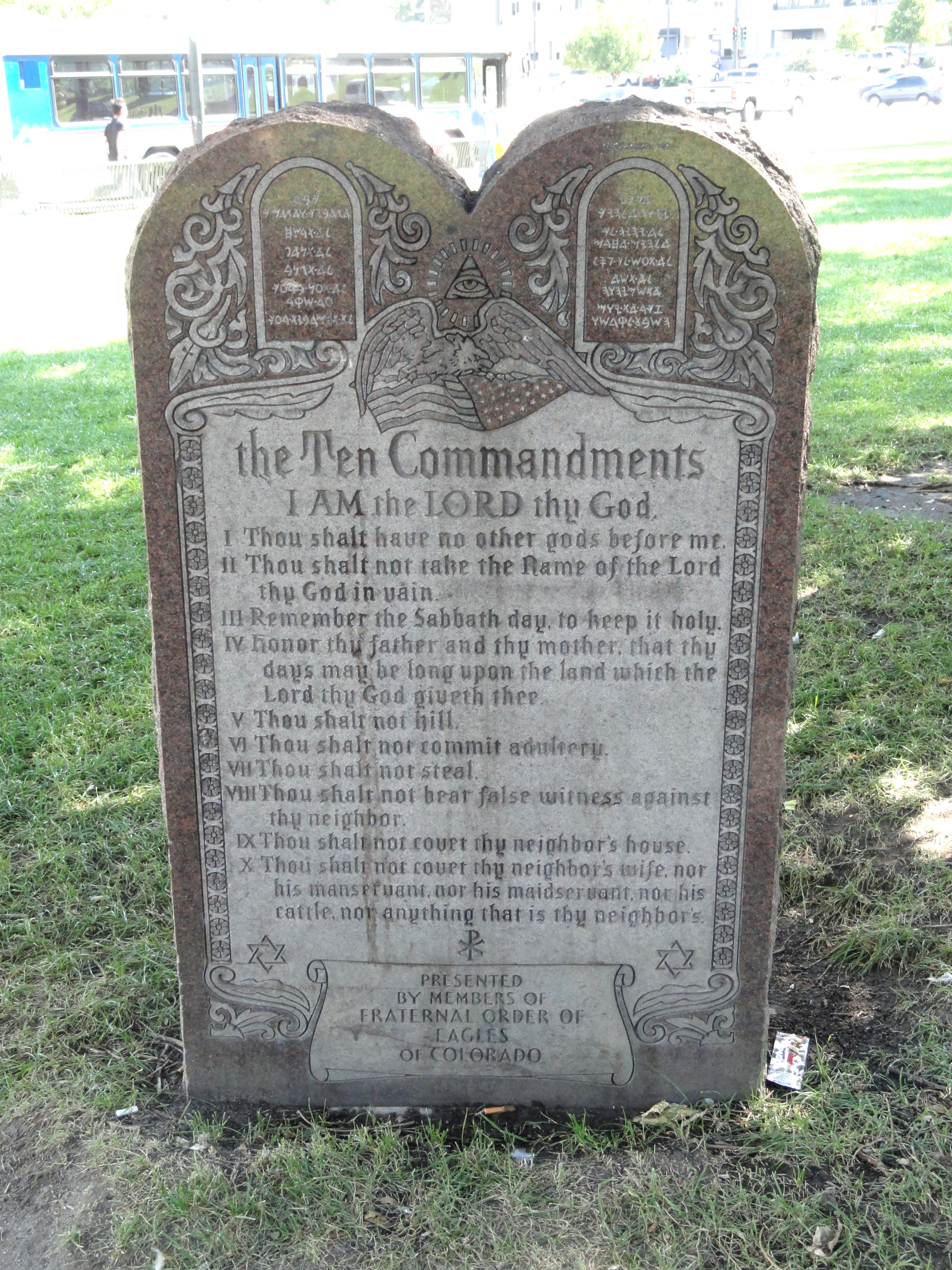
La tavola dei dieci comandamenti al "Civic Center Park" di Denver

Le controversie su memoriali e monumenti negli Stati Uniti d'America (note anche come la guerra delle statue nella cronaca italiana) sono un fenomeno di deturpamento, vandalizzazione e distruzione di statue, monumenti e memoriali legati a personaggi e avvenimenti storici giudicati o considerati variamente discutibili.
A seguito della sparatoria e relativo massacro di Charleston avvenuto all'interno della "Emanuel African Methodist Episcopal Church" di Charleston (Carolina del Sud) nel 2015 ad opera del ventunenne Dylann Roof - che ha portato alla morte di 9 persone e condotto alla rimozione dei memoriali e monumenti confederati a New Orleans, Baltimora e altrove - nel corso del 2017 un numero sempre maggiore di monumenti e memoriali collegati è stato deturpato, vandalizzato e finanche distrutto.
Da quel momento in poi è stata proposta da più parti l'immediata rimozione di altri monumenti e toponimi presenti nelle maggiori città americane e dedicati a più o meno celebri personalità del passato: le controversie sui memoriali e i monumenti negli Stati Uniti d'America sono proseguite anche nel 2018, con esiti che rimangono allo stato dei fatti quantomai imprevedibili.

## Dal '700 al 2017

### Statua di Giorgio III del Regno Unito

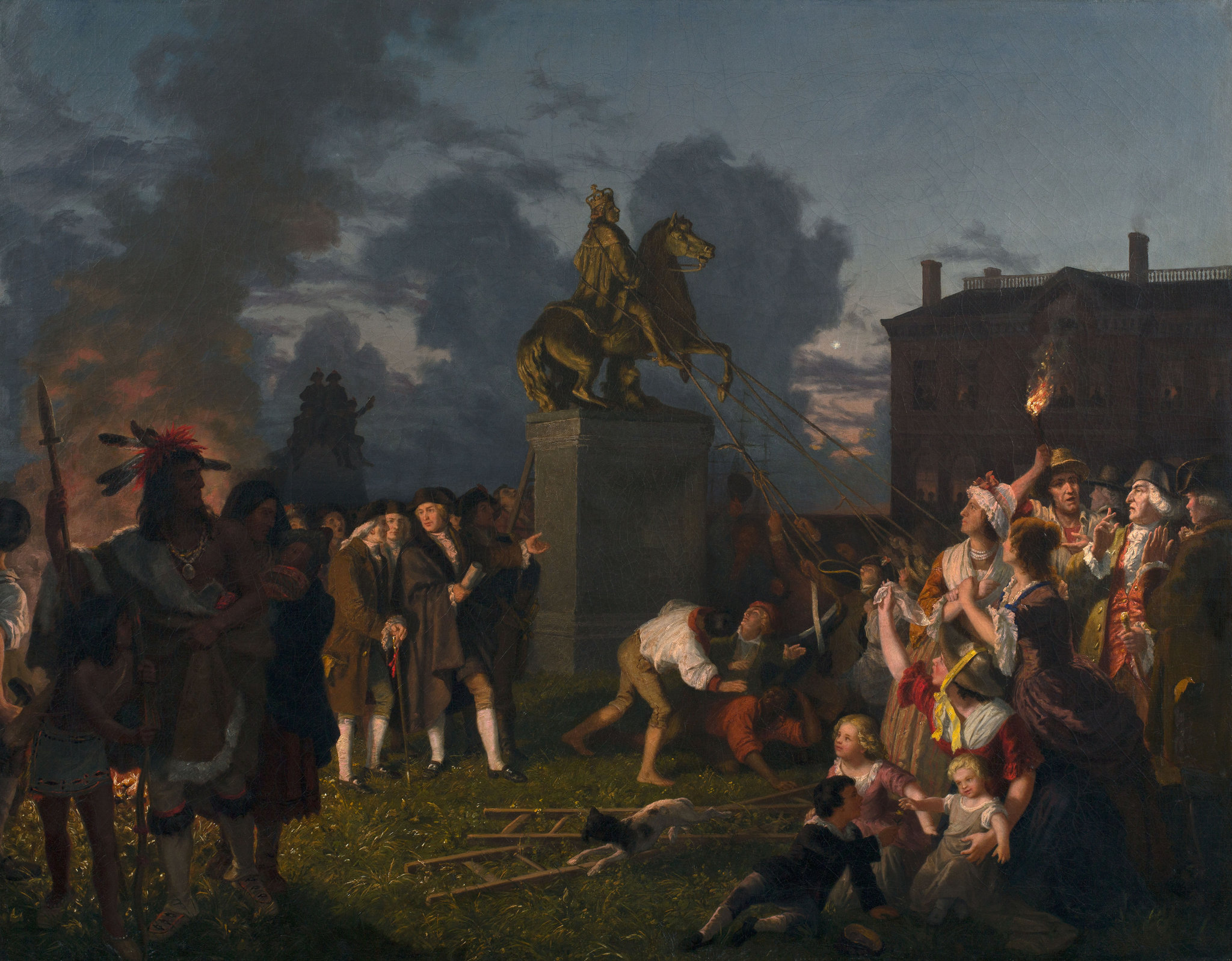
L'abbattimento della statua equestre intitolata a re Giorgio III del Regno Unito avvenuto a New York nel 1776, in un dipinto dell'artista tedesco americano Johannes Adam Simon Oertel

La prima statua monumentale innalzata nel territorio che sarebbe poi diventato gli Stati Uniti fu una statua equestre raffigurante il re Giorgio III del Regno Unito; venne realizzata dallo scultore britannico Joseph Wilton.
Commissionata nel 1764 e fusa in piombo ricoperto di sottilissime foglie d'oro, la raffigurazione rifacentesi allo stile del neoclassicismo mostrava il sovrano abbigliato come un imperatore romano in sella ad un destriero; l'effetto d'insieme avrebbe dovuto ricondurre il ricordo alla celebre statua equestre di Marco Aurelio presente a Roma.
Sarà allestita su un alto piedistallo nel Bowling Green Park a New York e verrà ufficialmente dedicata nell'agosto del 1770. Appena il mese seguente venne eretta un'altra opera dello stesso autore, questa volta in memoria di William Pitt il Vecchio, un politico britannico allora assai popolare nelle Tredici colonie per essere stato il responsabile dell'abrogazione dell'aborrita Stamp Act (1765).
Proprio come per la statua di Re Giorgio, anche Pitt viene quindi raffigurato in abiti romani e posizionato a New York. Il 9 luglio del 1776, la Dichiarazione d'indipendenza degli Stati Uniti d'America fu letta per la prima volta in città e, per festeggiarla, un gruppo di patrioti abbatté il monumento e alla fine lo sciolse, facendone proiettili e palle da cannone da utilizzare contro gli inglesi.
Quando le truppe britanniche giunsero nel novembre di quell'anno si vendicarono distruggendo la statua di Pitt.

### Statue di Haymarket
Il 3 maggio del 1886 la polizia di Chicago, sentendosi minacciata da una folla di operai dimostranti, sparò contro di essa finendo con l'assassinare sei persone. Una manifestazione ancora più numerosa si raccoglierà per il giorno successivo; si tenne in prossimità di "Haymarket Square", quando ad un tratto un individuo rimasto sconosciuto lanciò una bomba artigianale nel bel mezzo di un gruppo di poliziotti, uccidendone otto. Era la rivolta di Haymarket.
Anche se non fu mai appreso chi avesse lanciato effettivamente l'ordigno, otto dirigenti del sindacato vennero arrestati, tutti saranno giudicati colpevoli e, dopo che uno di loro commise suicidio il giorno prima di essere giustiziato, altri quattro subirono l'impiccagione con l'accusa di anarco-sindacalismo. Erano tutti tedeschi americani.

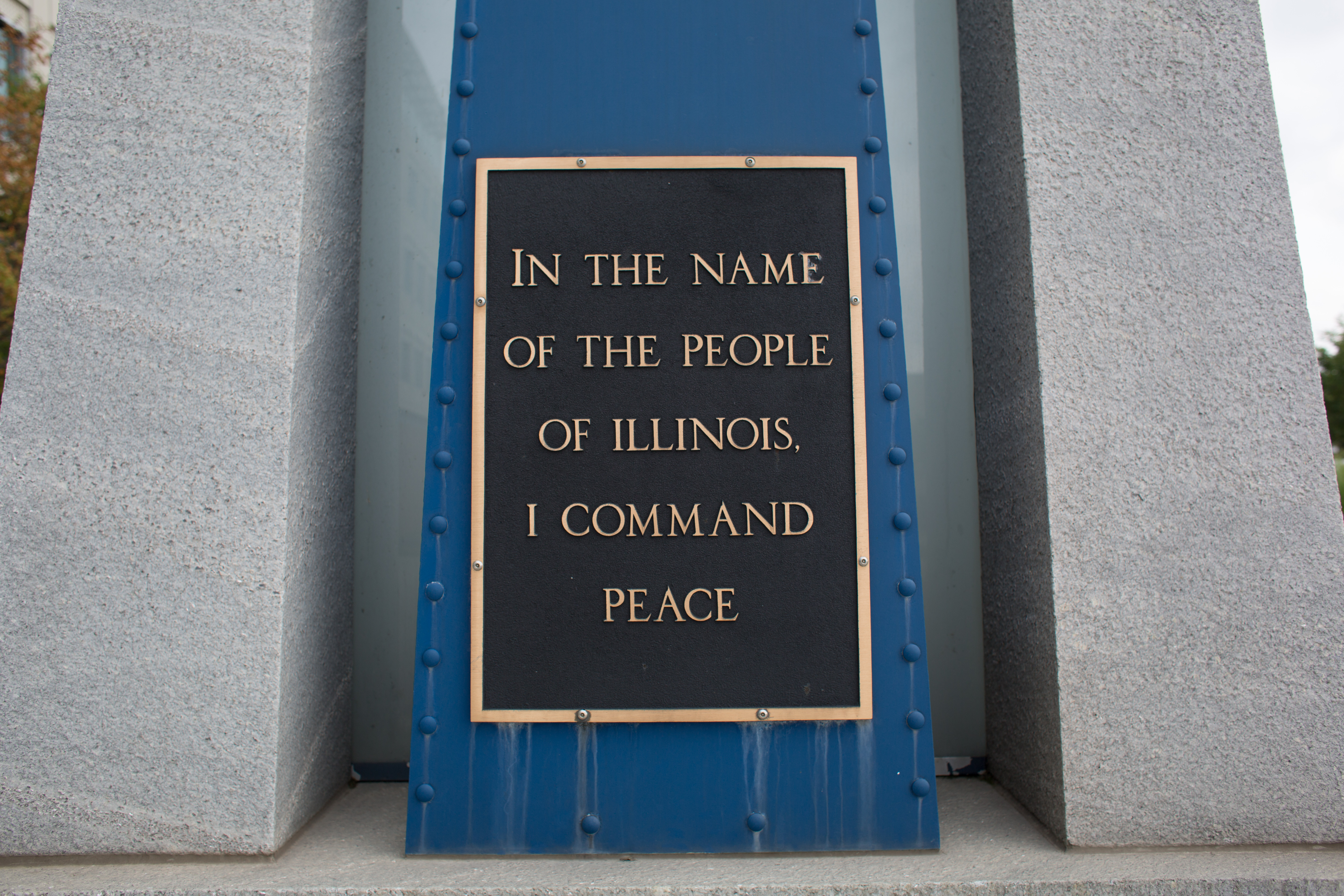
"In the name of the people of Illinois I command peace", la scritta si trovava sul piedistallo in seguito rimosso

Dopo aver vinto un concorso indetto nel 1887 sarà creato un monumento ad opera dello scultore di origini danesi Johannes Gelert raffigurante un "robusto poliziotto, nel suo aspetto schietto, gentile ma risoluto"; sulla sua base vi era la frase: "nel nome del popolo dell'Illinois io comando che vi sia la pace".
Un giornalista dell'evento riporterà invece la versione alternativa secondo cui l'agente al proprio fianco disse che in realtà il significato sotteso rappresentava la massima: "nel nome della legge ti ordino di sfollare!". 

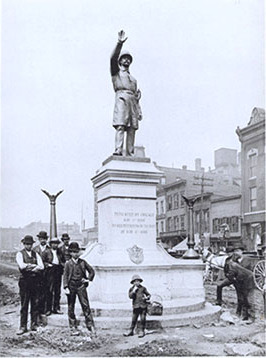
La statua del poliziotto-vigile con la mano alzata

La statua raffigurante il tutore dell'ordine in piedi con un braccio alzato, per il quale lo scultore aveva usato come modello per ispirarsi un vecchio vigile urbano che dirigeva il traffico ad un incrocio stradale, venne dedicata e scoperta ufficialmente il 30 maggio del 1889.
Alla celebrazione il sindaco di Chicago DeWitt Clinton Cregier dichiarerà: "possa rimanere qui stabilmente senza alcuna macchia finché la metropoli continuerà ad esistere". Parole incredibilmente poco profetiche se solo si pensa a quel che accadde in seguito.
Nel 1900, dopo che era già stata ripetutamente deturpata e presa a scalpellate, furono scoperte "tracce inconfondibili" del tentativo di farla esplodere con la dinamite; la statua fu pertanto spostata nelle vicinanze di Randolph e Ogden Street all'altezza di Union Park. 

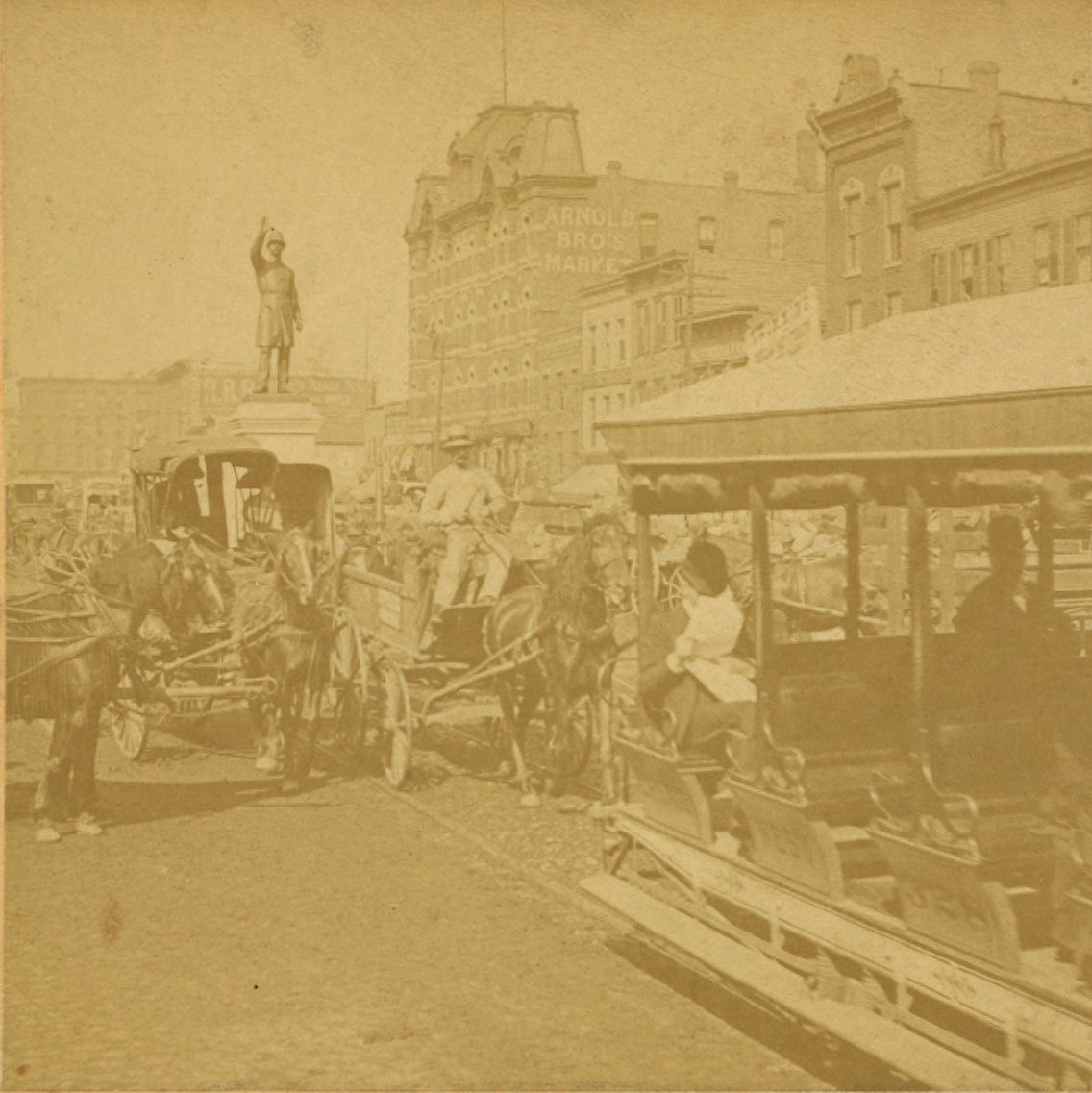
La statua in mezzo ai binari del tram

Il 4 maggio del 1927, nel giorno del 41º anniversario del massacro, un "tram che viaggiava lanciato a tutta velocità saltò fuori dai binari e speronò la statua". Il monumento venne quindi spostato di nuovo, in una posizione più centrale all'interno del parco.
Nell'ottobre del 1969 e ancora esattamente un anno dopo furono fatti degli ulteriori tentativi di far saltare in aria la statua. Il sindaco Richard Daley la mise sotto la protezione costante della polizia, che gli fece la guardia a turno 24 ore su 24.

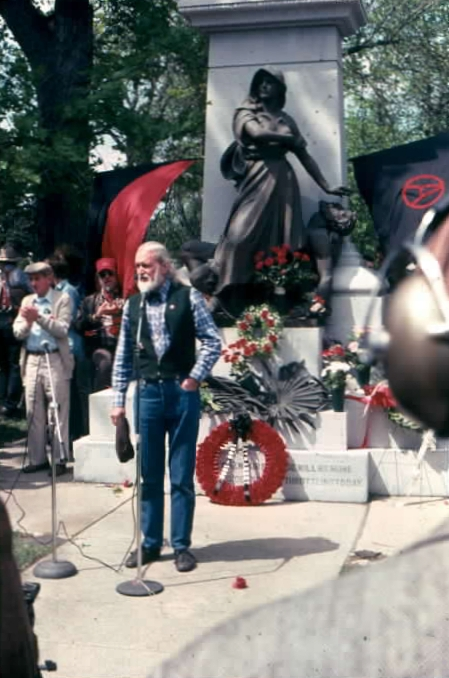
Il "Monumento ai Martiri di Haymarket"

Nel 1972 il monumento - divenuto oramai itinerante - sarà nuovamente rimosso per essere messo esattamente di fronte alla questura, per poi trasferirsi di nuovo nel 1976 nel giardino del centro di addestramento della polizia cittadina.
Nel frattempo il "Monumento ai Martiri di Haymarket" di Albert Weinert fu inaugurato nel cimitero tedesco di Waldheim (l'odierno "Forest Home Cemetery"). 

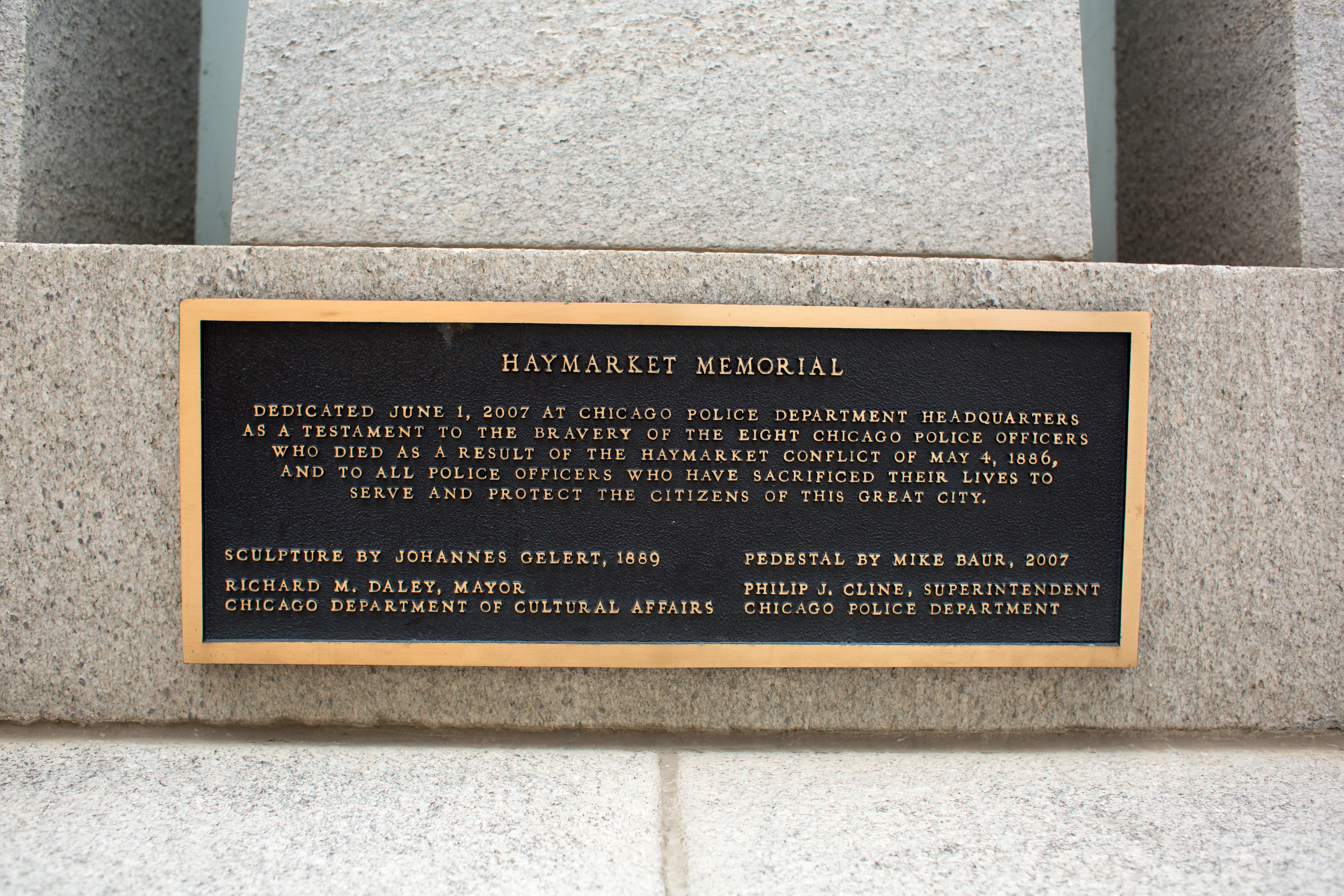
La targa fatta affiggere sotto il memoriale: "dedicato agli 8 ufficiali che hanno sacrificato le loro vite per servire e proteggere i cittadini di questa grande città"

Sarà posizionato là dove i quattro uomini giustiziati - August Spies, Adolph Fischer, Albert Parsons e George Engel - assieme a Louis Lingg che si era suicidato il giorno prima della condanna a morte, sono tuttora sepolti. Era il 1893 e a partire da allora affianca il riposo delle vittime.
Il 14 settembre del 2004 infine è stato scoperto un altro monumento, quest'ultimo di Mary Brogger.

L'autore Kara Kvaran cita lo storico di Chicago Tim Samuelson dicendo: "il tema unificante è che si tratta di una tragedia, una tragedia umana di persone inserite in circostanze difficili che reagiscono a qualcosa che però sembra sfuggire al loro diretto controllo".

### Statua della donna pioniera

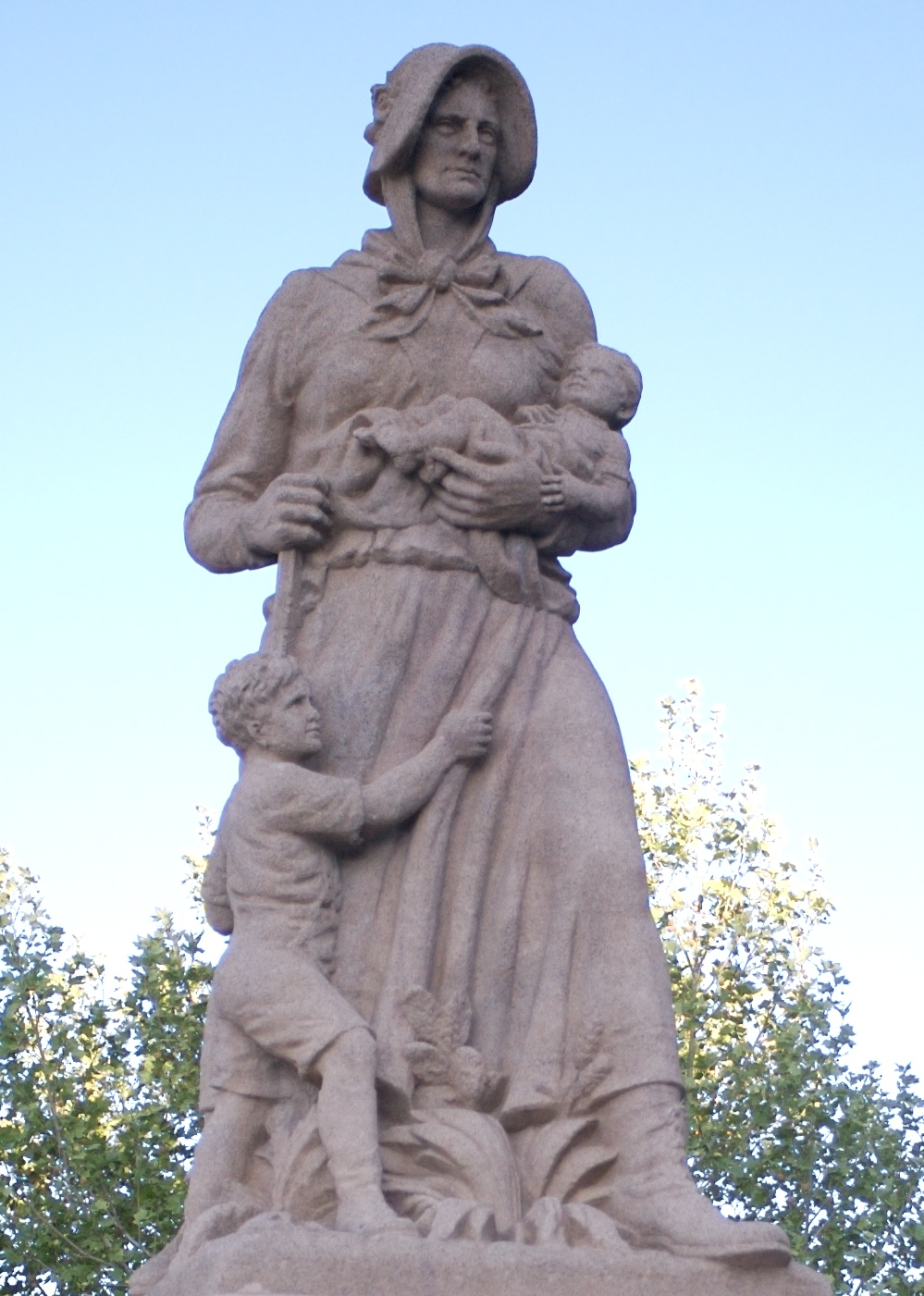
Un dettaglio della "Madonna of the Trail, presa a modello per la "Pioneer Woman"

Nell'ottobre del 1936 i progetti per realizzare una statua della "Pioneer Woman" da collocare presso la "Texas Woman's University" a Denton (Texas) presero il via "invitando un gruppo di scultori americani di punta, circa 80 di numero, a presentare fotografie dei loro lavori; ne saranno scelti diversi che avrebbero dovuto poi presentare i modelli della statua proposta alla Commissione di controllo del Centenario".
Tra gli artisti che parteciparono al concorso vi sarà anche la scultrice texana Waldine Tauch, la quale ottenne le commissioni per tre memoriali: quelli dedicati a Moses Austin, a Isaac e Frances Van Zandt ed infine alla battaglia di Gonzales (il "First Shot Fired For Texas Independence Monument"), ma non fu invece in grado di vincere la gara per la statua della donna pioniera. Tuttavia ella avrebbe avuto un ruolo preminente nella vicenda che seguirà.
Non è ancora chiaro quanti modelli in gesso siano stati presentati, ma una "giuria di professionisti" scelse all'unanimità quello presentato da William Zorach, uno scultore di New York, che comprendeva non solo una donna pioniera o una donna assieme ad un bambino come fece Tauch, ma l'intera famiglia: madre, padre, figlio e figlia. Ed erano tutti completamente e rigorosamente nudi.
Il nudo artistico venne visto da alcuni come appropriato per i ritratti classici, allegorici o simbolici (vedi storia del nudo artistico e nudo eroico), ma del tutto inaccettabile per le donne pioniere del Texas; dopo aver appreso della decisione della commissione Tauch "non perse tempo a telefonare e a scrivere lettere a molti amici in tutto lo Stato per riferire dello scandaloso incidente".
"Le angosciate proteste dei texani si trasformarono in una polemica che rimpicciolì tutte le precedenti già accadute nella lunga carriera di Zorach; un osservatore non mancherà di far notare che la donna rappresentata non aveva neppure una fede nuziale... mentre un capitolo delle "Figlie della Repubblica del Texas" appositamente riunitosi ebbe a dichiarare che questo era il più grande insulto che avrebbe mai potuto essere commesso nei confronti di queste donne che hanno sempre creduto e praticato la sacra virtù della modestia".
Zorach ha scritto che "tutti i maggiori giornali dicevano che se un pioniere del Texas fosse andato in giro in un tale stato di nudità sarebbe stato legato all'albero più vicino per essere sottoposto subito dopo all'impiccagione... il collega Gutzon Borglum si trovava in quel momento nei paraggi e mi è stato riferito che ha detto che le mie figure assomigliavano ad un mucchio di stupidissime scimmie".
Quest'ultima osservazione verrà ampiamente citata dagli avversari della statua in quel momento. Alla fine la commissione fu consegnata allo scultore Leo Friedlander, che non era nemmeno entrato nella competizione. Lui, insieme ai "Piccirilli Brothers" assoldati come intagliatori, eseguì infine il lavoro.

### The Races of Mankind

Uno dei busti della collezione The Races of Mankind

The Races of Mankind è una serie di 104 busti creati appositamente per il Field Museum di Chicago dalla scultrice Malvina Hoffman, che vorrebbero rappresentare le differenti "razze" del genere umano; furono scoperti nel 1933.
La maggior parte di essi sono a grandezza naturale e i lavori verranno inizialmente ospitati nel padiglione 3, il "Chauncey Keep Memorial Hall" ("La sala delle razze dell'umanità").
Negli anni 1960 una tale ritrattistica razziale ha cominciato ad essere considerata molto negativamente in quanto fomentatrice del razzismo negli Stati Uniti d'America, tanto che nel febbraio del 1969 la Sala è stata smantellata e le statue sparpagliate nel museo o messe in deposito; si affermò ufficialmente che oramai la Sala in questione era "scientificamente indifendibile e socialmente assai discutibile".
Lo stesso Field Museum aveva precedentemente consentito all'"Harmond World Atlas Corporation" di utilizzare le immagini delle statue nella loro opera intitolata "Hammond’s March of Civilization; A Historical Atlas": questo permesso fu ritirato alla fine degli anni 1960 o all'inizio dei successivi poiché il volume conteneva "dati storici, linguistici e razziali divenuti oramai completamente obsoleti".

### Memoriale ai veterani del Vietnam
Già alla fine degli anni 1970 venne formato un gruppo spontaneo di cittadini per creare un memoriale ai veterani americani della guerra del Vietnam, il Vietnam Veterans Memorial; un sito risultato adatto per la sua erezione è stato approvato all'unanimità dal Senato federale il 30 giugno del 1980.
Poco dopo si svolse una competizione tramite un bando pubblico coperto dall'anonimato per progettare il memoriale, che doveva includere i nomi di tutti i militari statunitensi rimasti uccisi nel conflitto o ancora dispersi; essa attirò il maggior numero di invii di proposte di sempre, 1.141, per una gara di questo tipo negli Stati Uniti.
In seguito all'annuncio del vincitore - nativo di Athens (Ohio) - nella persona di Maya Lin, una studentessa ventenne di origini cinesi, sono iniziate le polemiche: "il dibattito divenne sempre più aspro, minacciando seriamente di porre fine al progetto".
Ad un certo punto il monumento sembrò assomigliare ad "un nero squarcio di vergogna", ma "Lin sostiene, in una maniera del tutto accurata, che non ci sarebbe stata alcuna possibilità per lei di venire scelta e quindi di ottenere l'incarico del design se i candidati fossero stati identificati attraverso il loro nome".
Alla fine il problema di cosa costruire è stato risolto aggiungendovi la statua in bronzo dello scultore Frederick Hart raffigurante tre soldati nelle immediate vicinanze del Memoriale.
Il giornalista e commentatore politico Bill Moyers, in un'intervista concessa da Lin, ha rilasciato la seguente dichiarazione: "ovviamente il bigottismo, l'odio e il razzismo non hanno mai l'ultima parola. Il monumento stesso rappresenta l'ultima parola".
Nel corso dei decenni è diventato il monumento più visitato di Washington.

### Capitan John Mason e massacro Pequot

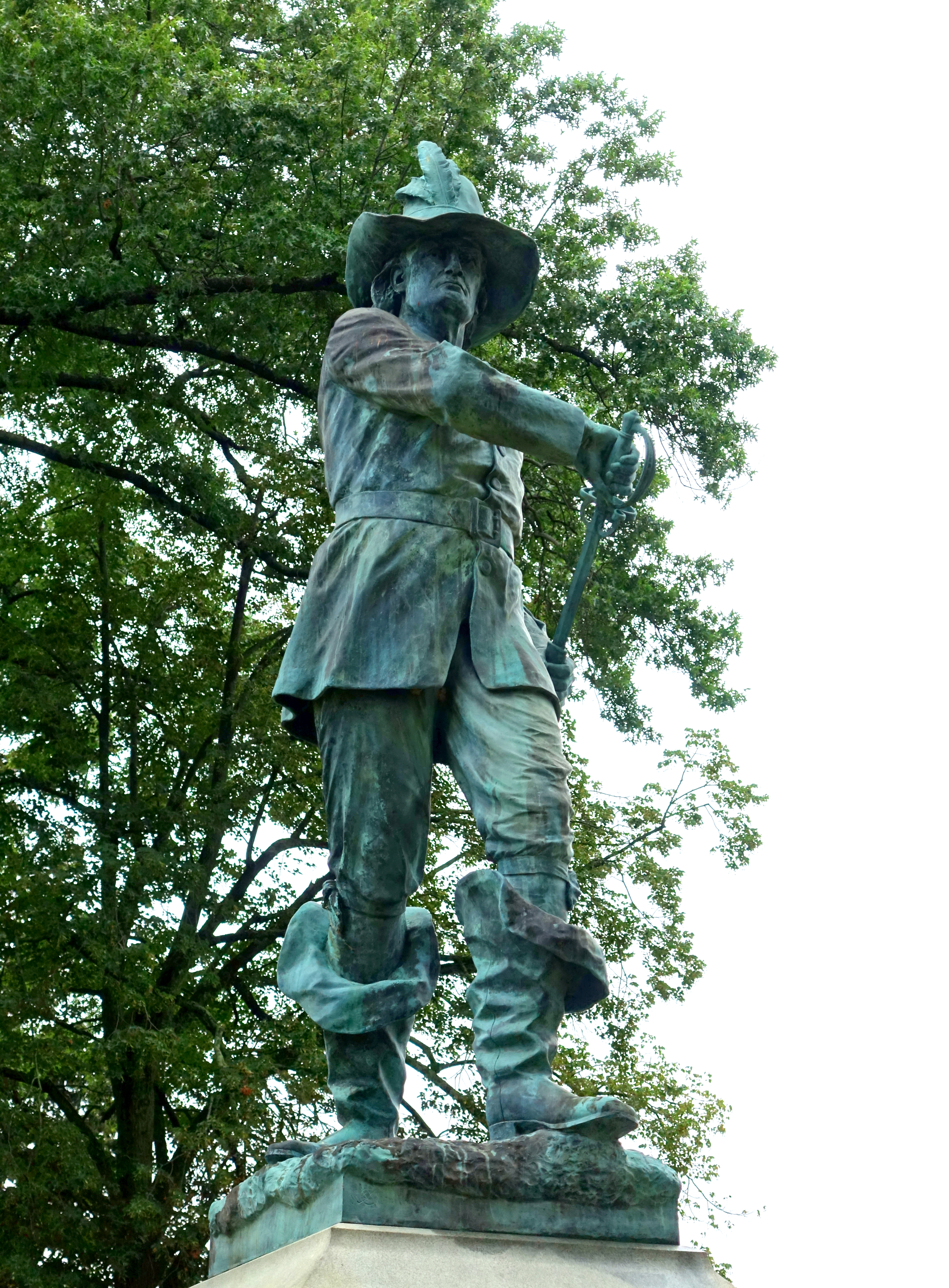
La statua di John Mason che si trovava a Mystic

Nel 1996 una statua del capitano John Mason risalente del 1889 fu rimossa dall'intersezione di "Pequot Avenue" con "Clift Street" a Mystic, nel Connecticut, su richiesta del "Consiglio Tribale" dei Pequot, un popolo dei nativi americani degli Stati Uniti d'America. Mason guidò la battaglia e il relativo massacro di Mystic nel 1637.
La lapide posta sulla statua, dopo che questa è stata rimossa, venne consegnata alla "Mystic Historical Society". Lo stesso monumento fu quindi trasferita nel "Palisado Green" a Windsor (Connecticut), che è il luogo in cui il pioniere visse ai tempi della guerra contro i Pequot. Sara fatta realizzare una nuova targa, senza più minimamente menzionare i Pequot.
Nel 1859, un "Founders Monument", contenente una statua di Mason e i nomi dei 38 coloni originari di Norwich (Connecticut), fu eretto nei cimiteri originali di Bean Hill (l'odierno "Bean Hill Historic District"). Questo monumento è indicato anche come il "monumento Mason".
Esiste inoltre anche una scultura in pietra a grandezza naturale dell'allora maggiore John Mason nell'edificio del Campidoglio (Hartford) dello Stato, poiché era uno dei più eminenti fondatori della Colonia del Connecticut.

### Juan de Oñate

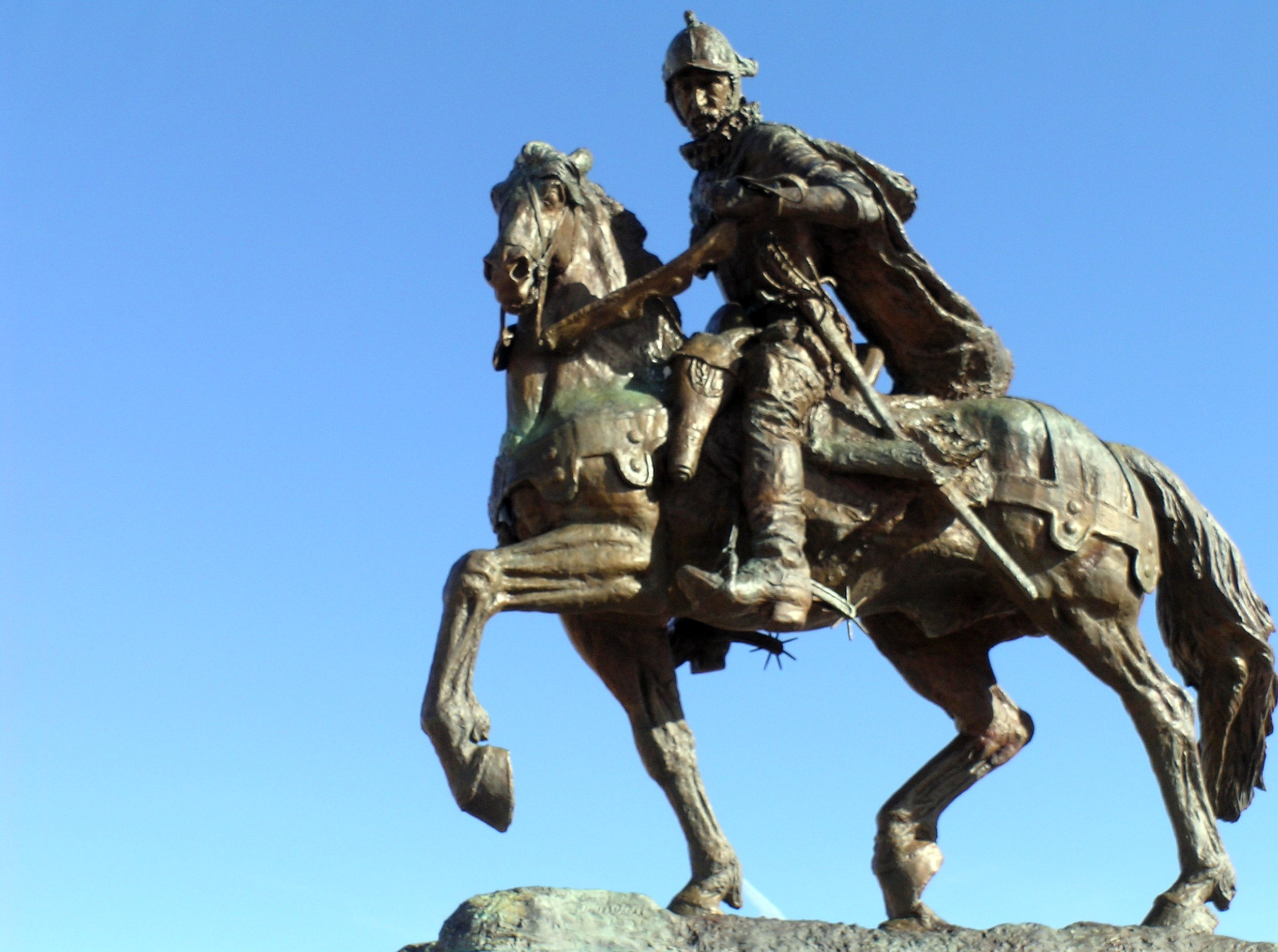
La statua equestre di Juan de Oñate ad Alcalde (Nuovo Messico)

Il piede destro di una statua bronzea del conquistador Juan de Oñate posizionata presso il "Centro del patrimonio nazionale del Rio Grande settentrionale" (fino al 2017 "Monumento e Centro Visitatori di Oñate") ad Alcalde (Nuovo Messico), è stato rotto ed asportato il 29 dicembre del 1997. Oñate, a seguito dell'omicidio di alcuni suoi uomini inviati nel villaggio di Acoma Pueblo, ordinò di tagliare il piede destro a tutti gli abitanti del villaggio maggiori di 25 anni. Venne per questo condannato per eccessiva crudeltà e inizialmente bandito a vita dalla regione, ma in seguito scagionato.
Da allora è stato riparato dall'artista, ad un costo di 10.000 dollari statunitensi, ma vi si può ancora notare una vistosa opera di "ricucitura". Il responsabile, allora rimasto non identificato, ha parlato 20 anni dopo con un regista locale, Chris Eyre, della vicenda e ha detto di aver sciolto parte del piede "per farne dei medaglioni da regalare ai leader dei Pueblo".
Eyre sta lavorando ad un documentario sull'incidente "e su ciò che esso rivela nei riguardi del razzismo esistente nel Nuovo Messico".
Nel 2017 il piede sinistro della statua è stato dipinto di rosso e le parole "Remember 1680" - l'anno della rivolta Pueblo - sono state scritte sul piedistallo del monumento. La scultura venne rimossa nel giugno del 2020.

### Monumento Ludlow

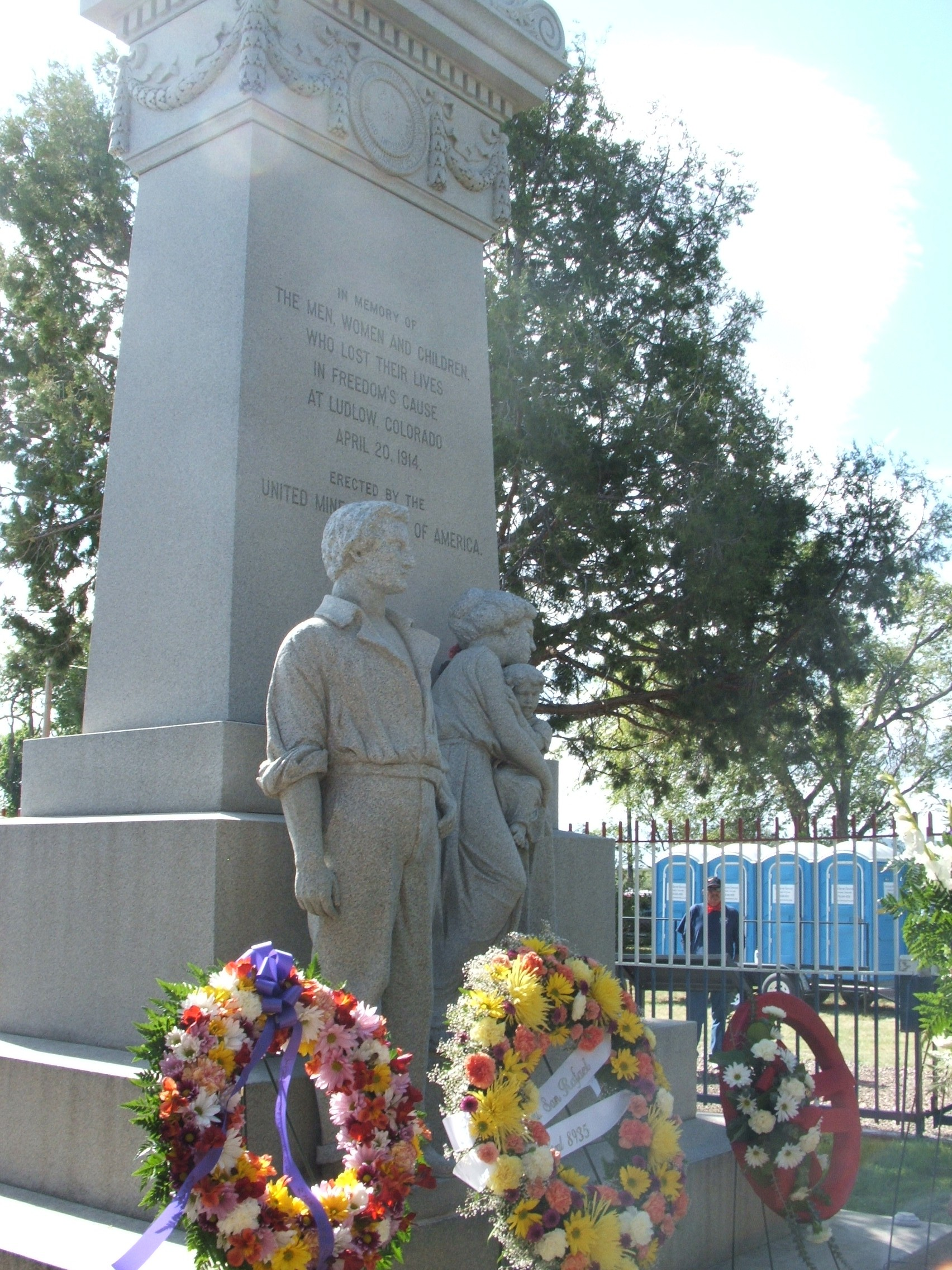
Il monumento di Ludlow dopo il suo restauro a seguito di atti di vandalismo diffusi

Il "monumento di Ludlow", situato vicino al luogo ove avvenne il massacro di Ludlow nel 1914 a Ludlow nel Colorado ha visto decapitate le sue tre statue nel 2003; sono state ripristinate nel 2005.

### I dieci comandamenti

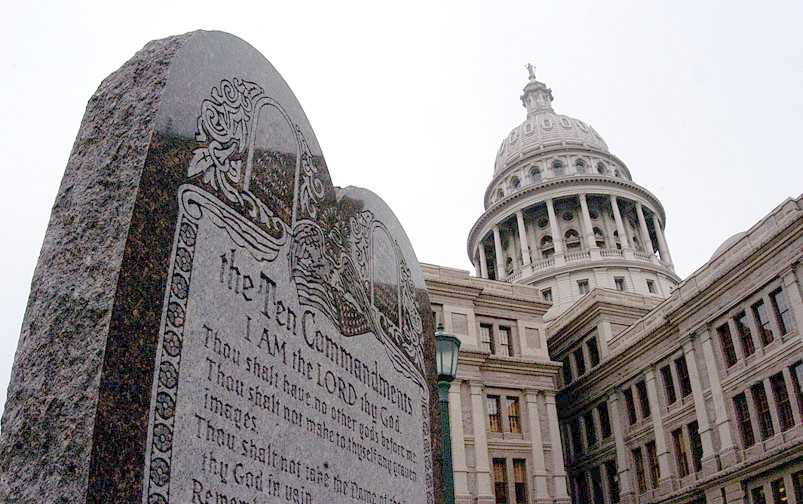
La tavola con sopra incisi i dieci comandamenti al Campidoglio (Austin)

L'esibizione dei dieci comandamenti scritti sulla Bibbia e posti nelle proprietà pubbliche è stata oggetto di controversia in quanto viene percepita da molti sostenitori del laicismo come una palese violazione della "Establishment Clause" e pertanto anche della separazione di Stato e Chiesa negli Stati Uniti d'America.
La Corte Suprema federale si era invece già pronunciata a favore di tali monumenti nel 2005 con la sentenza Van Orden contro Perry.
Nel 2009 il membro della Camera dei rappresentanti dell'Oklahoma Mike Ritze, esponente del Partito Repubblicano, ha sponsorizzato un progetto di legge per creare un monumento dedicato ai dieci comandamenti da far installare nella capitale Oklahoma City. La sua famiglia ha fornito i 10.000 dollari statunitensi necessari per finanziarne la realizzazione: l'opera è stata inaugurata alla fine del 2012.
A partire da quel momento in poi il monumento è stato etichettato come "un parafulmine per le più disparate controversie"; da allora è stato distrutto e ri-eretto già una volta, ed è stato oggetto di contenzioso sia statale che federale.
Nel giugno del 2017 un monumento con i dieci comandamenti scolpiti su di esso, che era stato "tormentato da accese polemiche", viene abbattuto da un'auto che vi si è gettata contro in corsa e distrutto entro le 24 ore successive alla sua inaugurazione sui terreni del Campidoglio (Little Rock).
Un altro monumento dei dieci comandamenti, collocato "come segno di distinzione e riconoscimento dei più importanti documenti che hanno influenzato il governo della città", ha subito un'ordinanza di rimozione immediata da parte del tribunale di Bloomfield (Nuovo Messico). La "Corte Suprema federale" ha rifiutato di accogliere il caso e quindi di occuparsene nel 2017.

### Jefferson Davis

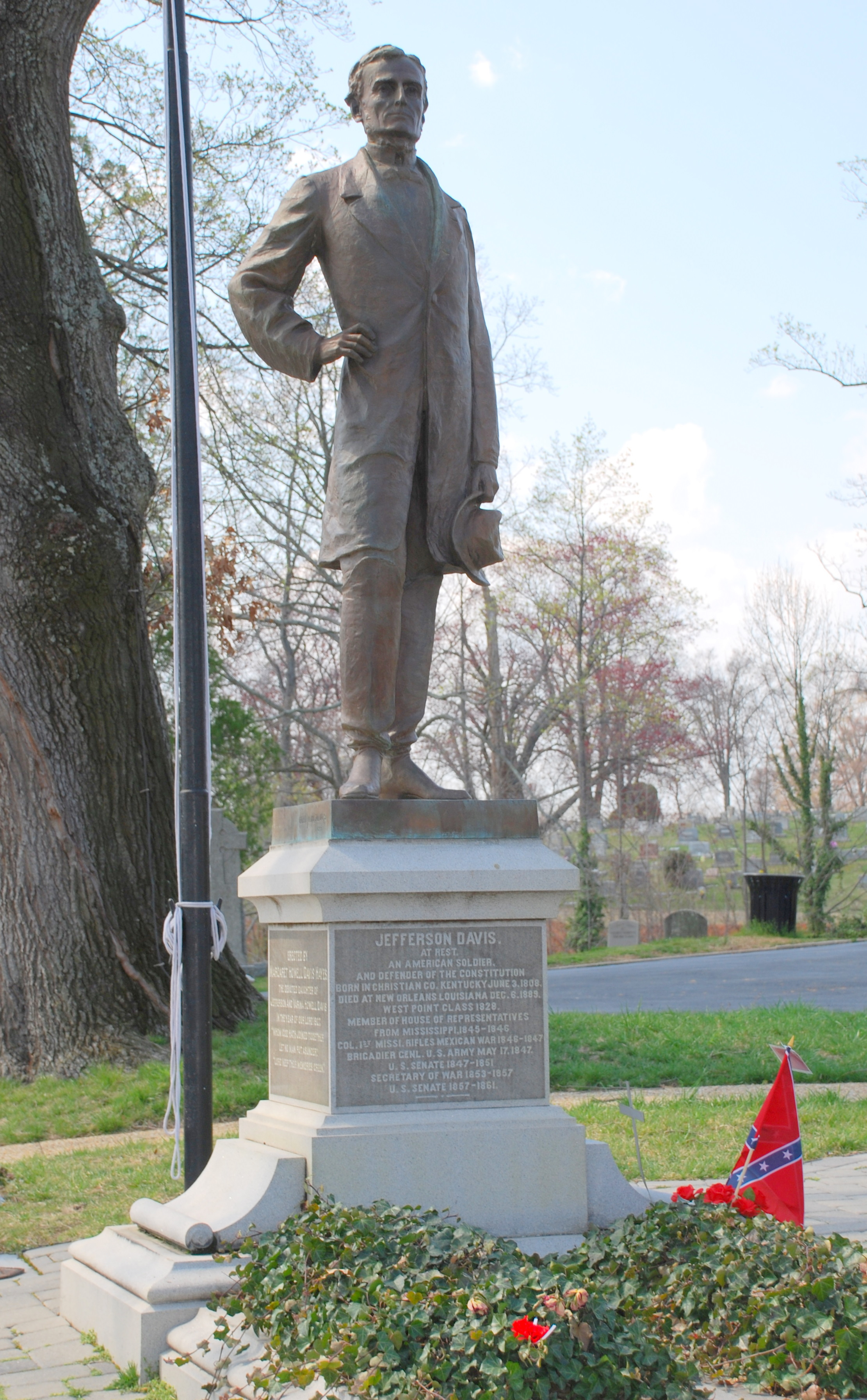
La statua di Jefferson Davis all'"Hollywood Cemetery" di Richmond (Virginia).

Nell'ex capitale degli Stati Confederati d'America Richmond (Virginia) l'"American Civil War Museum" è stato coinvolto in una controversia riguardante una statua di Jefferson Davis donata dai "Sons of Confederate Veterans" nel 2008.
Nel 2011 il "County Board" della Contea di Arlington ha votato per cambiare il nome di "Old Jefferson Davis Highway" dopo che il presidente del consiglio ha fatto commenti sprezzanti su Davis; tuttavia il nome della stessa "Jefferson Davis Highway", una parte del "U.S. Route 1 in Virginia" che solo l'Assemblea generale della Virginia poteva rinominare, rimase invariata.
Nel suo pacchetto legislativo del 2016 l'"Arlington County Board" ha formalmente richiesto all'Assemblea di rinominare la porzione di "Jefferson Davis Highway" che si trova all'interno della contea; nonostante ciò nessun membro della delegazione legislativa di Arlington ha proposto alcuna misura legislativa in tal senso durante la sessione del 2016.
Nel febbraio di quello stesso anno l'ufficio del Procuratore Generale della Virginia ha emesso un parere consultivo secondo cui la città di Alexandria (Virginia), a differenza della vicina Contea di Arlington, aveva l'autorità legale di cambiare il nome della porzione di strada sottoposta a contenzioso e che era all'interno della giurisdizione cittadina.
A settembre il consiglio comunale ha votato all'unanimità per modificare il nome della parte autostradale della città.

### Junípero Serra

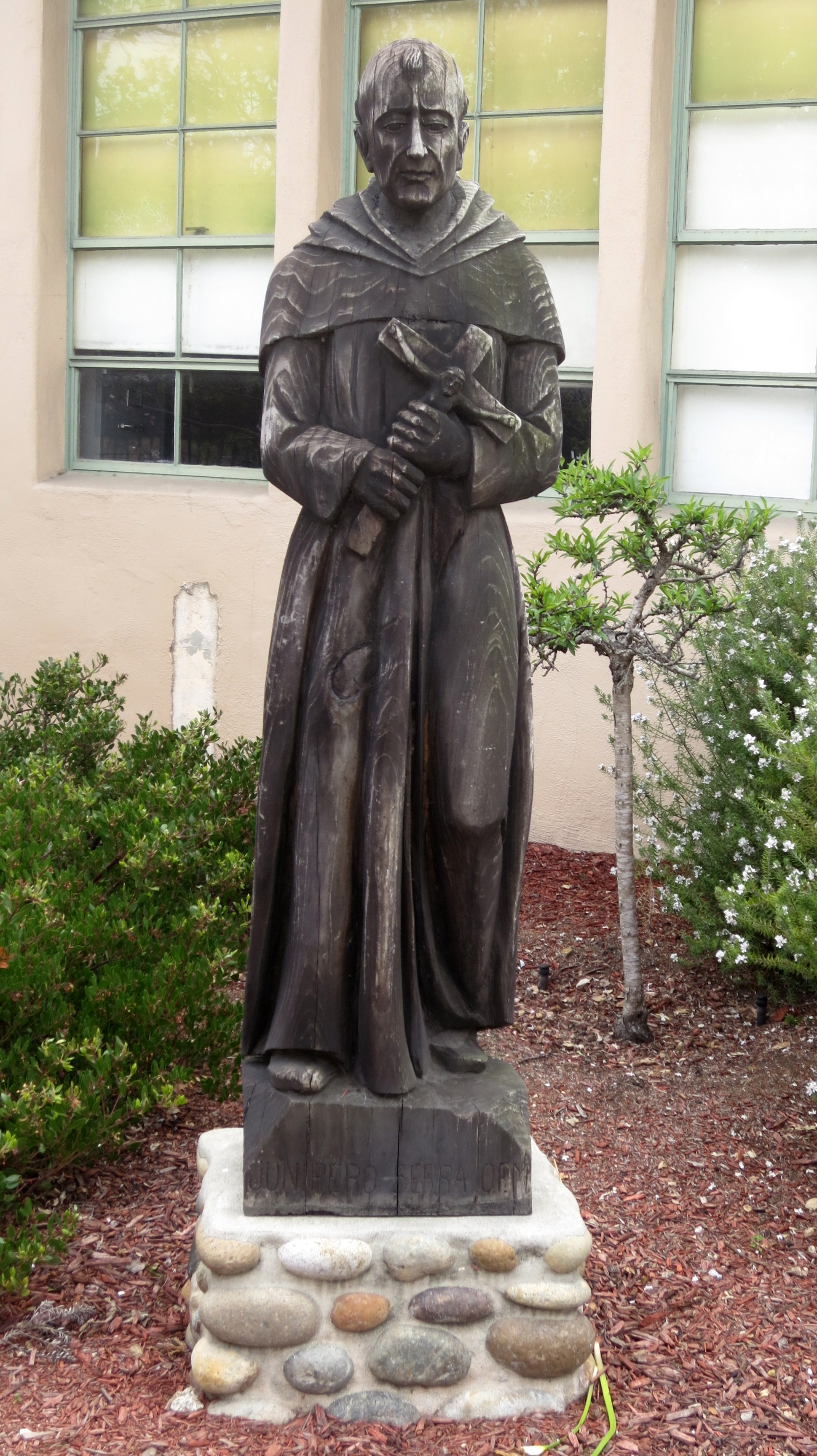
La statua di Junípero Serra a Monterey

Nel 2015, immediatamente dopo la sua canonizzazione, la statua di San Junípero Serra posta all'interno della "Mission San Carlos Borromeo de Carmelo" a Carmel-by-the-Sea in California è stata deturpata con vernice, così come le tombe circostanti e anche il muro antistante di una basilica.
Il sergente della polizia locale Luke Powell ha dichiarato che il vandalismo è indagato come un crimine d'odio perché i perpetratori hanno preso di mira "in particolare le lapidi di persone di discendenza europea, e non di nativi americani".
Un'altra statua di Serra a Monterey ha subito la decapitazione in quello stesso anno; la sua testa verrà riscoperta e riattaccata alcuni mesi dopo. Una terza statua di Serra verrà rimossa e sostituita nel settembre del 2017 dalla Missione di Santa Barbara a Santa Barbara (California) dopo essere stata decapitata e cosparsa di vernice rossa.
Nell'agosto del 2017 infine una statua "è stata spruzzata di vernice rossa e deturpata con la parola assassino scritta con colore bianco".

### Woodrow Wilson
Nell'aprile 2016 l'Università di Princeton ha deciso di rimuovere il suo murale dedicato alla memoria di Thomas Woodrow Wilson, "in risposta alle preoccupazioni che i manifestanti hanno sollevato nell'autunno precedente sulle opinioni a suo tempo favorevoli alla segregazione razziale negli Stati Uniti d'America dell'ex presidente".

## Dal 2017

### Cristoforo Colombo

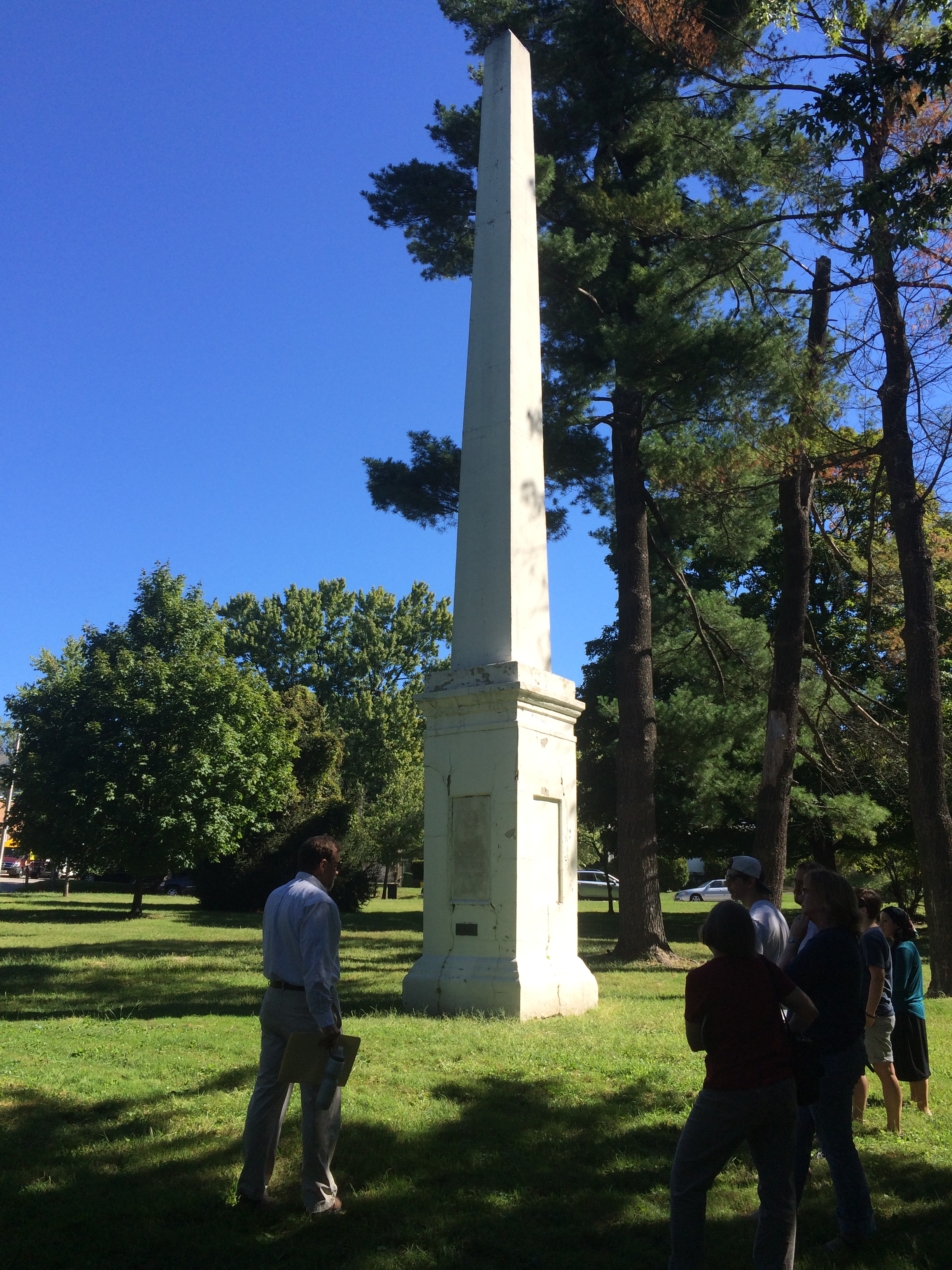
L'obelisco dedicato a Cristoforo Colombo a Baltimora

Nell'agosto 2017 l'obelisco risalente al 1792 ed eretto in onore di Cristoforo Colombo a Baltimora, il più antico degli Stati Uniti, è stato gravemente danneggiato a colpi di martello; gli autori hanno poco tempo dopo pubblicato un video online che testimonia della loro azione.
Nel filmato in cui si recita: "il futuro è giustizia razziale ed economica" e "Razzismo: abbattilo", il narratore ha detto che "Cristoforo Colombo simboleggia l'iniziale invasione del capitalismo europeo nell'emisfero occidentale. Patrono di terrorismo, omicidio, genocidio, violenza sessuale, schiavismo, degrado ecologico e sfruttamento capitalistico del lavoro nelle Americhe".

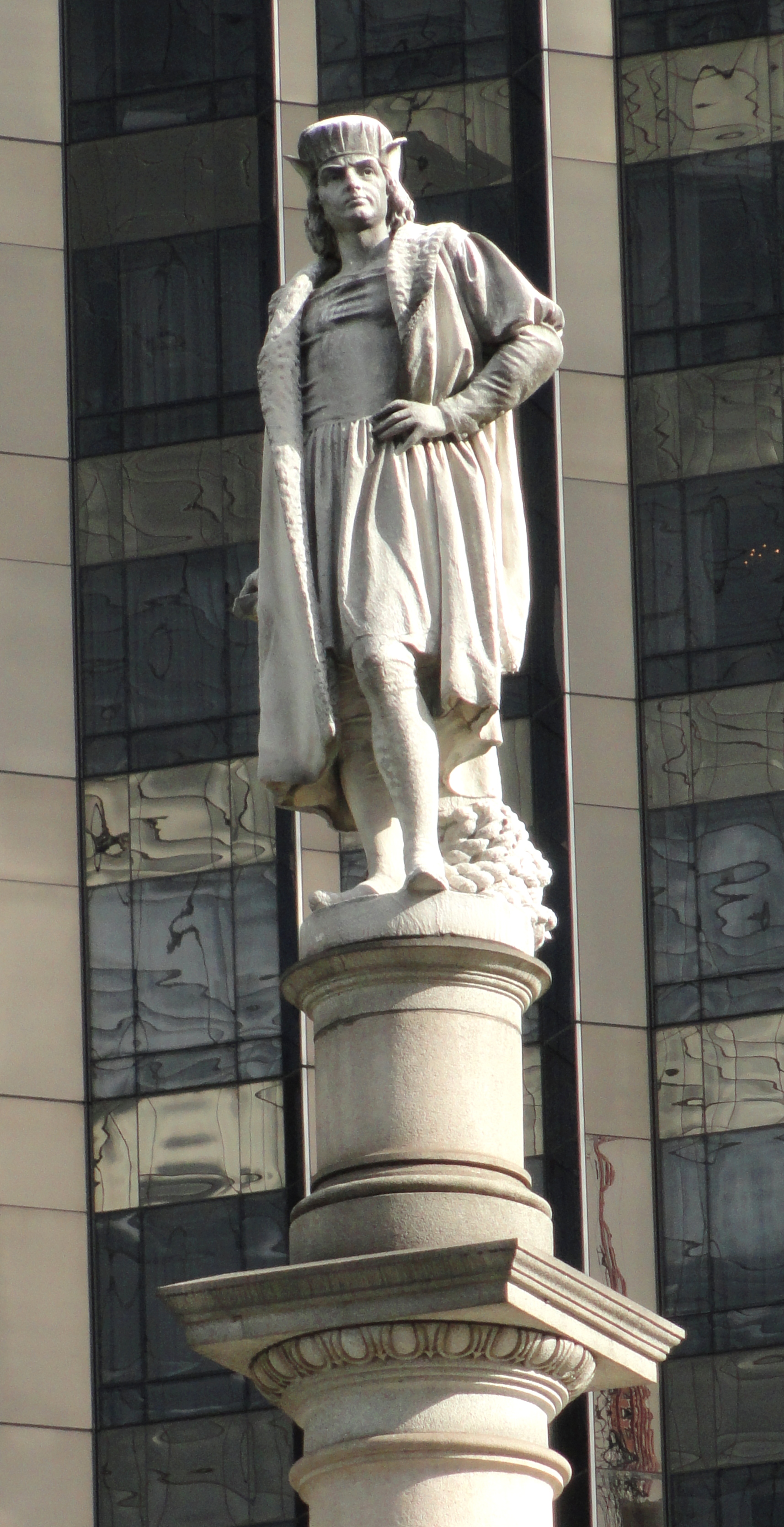
La statua di Colombo sulla cima della colonna rostrata del Columbus Circle

Il monumento all'esploratore italiano situato nel Columbus Circle di Manhattan, ha veduto le sue mani deturpate con della vernice rossa il 12 settembre del 2017; attualmente (2017) rimane sotto la costante vigilanza della polizia.
Il presidente del consiglio comunale Melissa Mark-Viverito ne ha però suggerito la rimozione poiché "i viaggi di Colombo verso l'emisfero occidentale portarono direttamente al genocidio dei popoli indigeni".
Nel gennaio del 2018 il sindaco di New York Bill de Blasio ha annunziato che, sulla base dei risultati raccolti da una speciale commissione pubblica preposta, esso non verrà spostato.
Sempre a settembre del 2017 le mani di una statua di Colombo nel Central Park di New York sono state coperte di vernice rossa e l'hashtag#somethingscoming e "Hate will not tolerated" sono state scritte sul piedistallo.
Un'altra statua di Colombo a Yonkers è stata sottoposta alla decapitazione.

### Thomas Jefferson
La statua di Thomas Jefferson presso l'Università della Virginia - da lui fondata - è stata avvolta in un panno nero (segno di lutto in ricordo della schiavitù negli Stati Uniti d'America) dai manifestanti studenteschi; la preside, la sociologa Teresa A. Sullivan, si è opposta con fermezza alle azioni intraprese e il velo-sudario è stata rimosso.

### Calhoun College
Il "Calhoun College" dell'Università Yale venne così chiamato in ricordo di John Calhoun, un politico sostenitore del mantenimento della schiavitù che morì nel 1850; il 1º luglio del 2017 è stato ribattezzato alla memoria della studiosa di informatica Grace Murray Hopper.

### Francis Scott Key

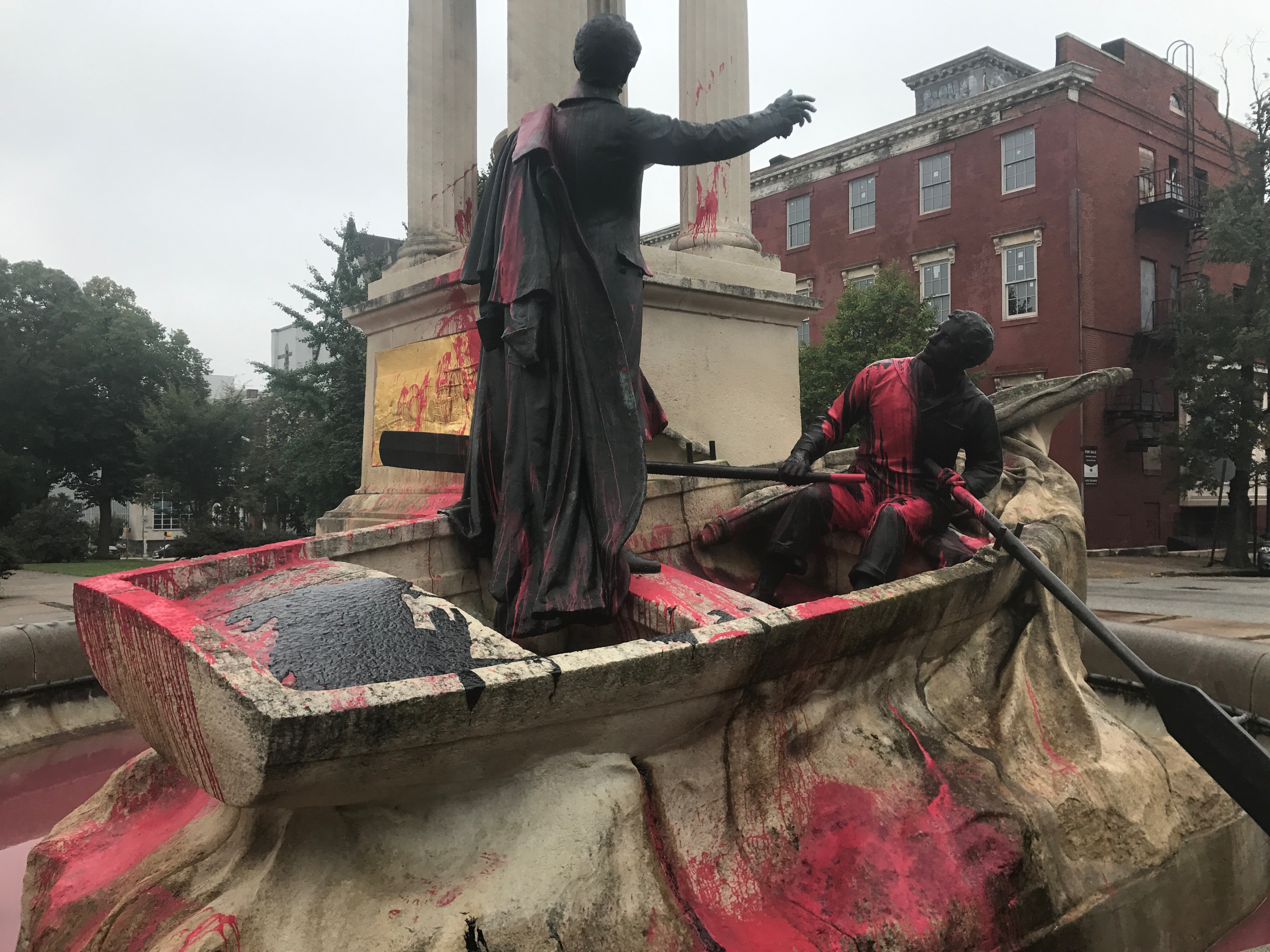
Il monumento a Francis Scott Key a Baltimora vandalizzato nel 2017

Il "Francis Scott Key Monument" creato da Antonin Mercié e dedicato a Francis Scott Key situato a Baltimora è stato dipinto a spruzzo con la frase "Inno razzista" (riferito a The Star-Spangled Banner) e deturpato con vernice rossa; il sindaco di Baltimora afroamericano Catherine E. Pugh ha dichiarato di non aver alcuna intenzione di far rimuovere il monumento.

### Scultura di Lenin
La "Statua di Lenin a Seattle" è una scultura bronzea di 5 metri in bronzo raffigurante il rivoluzionario comunista Vladimir Lenin, opera dello scultore bulgaro Emil Venkov. Completata e messa in mostra nell'allora Cecoslovacchia a partire dal 1988, sarà abbattuta in seguito alla Rivoluzione di velluto del 1989.
Venne quindi acquistata - per impedirne la demolizione - da un americano nel 1993, che la trasferì nello Stato di Washington; è esposta all'aperto in una proprietà di vendita al dettaglio nel quartiere Fremont di Seattle. Dal 1995 è in vendita. 
Il sindaco di Seattle Ed Murray ha chiesto che venga abbattuta, dicendo che essa rappresenta nient'altro che le "ingiustizie storiche" ed è un simbolo di odio, razzismo e violenza.

### Colonnello William Crawford
Una statua del colonnello della rivoluzione americana William Crawford posta al di fuori del "Crawford County Courthouse" a Bucyrus (Ohio) è stata decapitata nell'agosto del 2017; l'avvocato della città Joel Spitzer ha offerto 1.000 dollari di ricompensa per qualsiasi informazione che porti all'arresto del vandalo.
Apparentemente il gesto era in risposta al massacro di Gnadenhütten avvenuto nel 1782 (e a cui Crawford in realtà non partecipò).

### Il toro di Wall Street
La statua del Toro di Wall Street mentre carica è stato cosparso di vernice blu, mentre la vicina statua della Fearless Girl opera dell'artista uruguayano Kristen Visbal aveva una fascia appoggiata sopra con la scritta "Traccia la linea blu"; la polizia crede che questo sia un riferimento all'accordo sul clima di Parigi. Sia la vernice che il drappo sono stati rimossi.

### Giovanna d'Arco

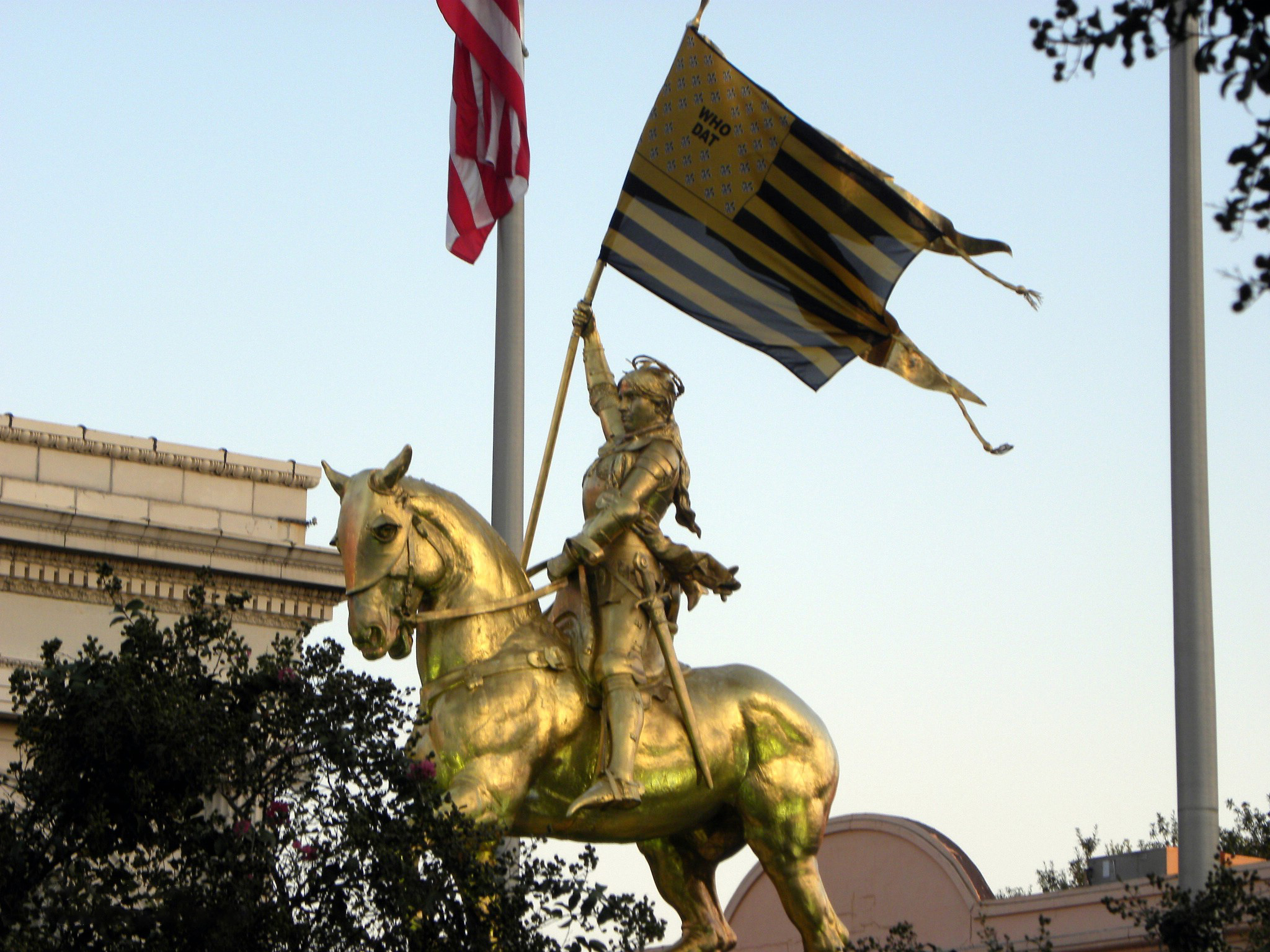
La statua di Giovanna d'Arco nel quartiere francese di New Orleans

La statua di Giovanna d'Arco presente nel quartiere francese di New Orleans è stata vandalizzata con le parole "Tear it Down" dipintevi sopra all'inizio del 2017.

### Abramo Lincoln
Nell'agosto del 2017 un busto raffigurante il presidente Abramo Lincoln nel settore "West Englewood" di Chicago è stato spruzzato con vernice nera e successivamente coperto di catrame e dato alle fiamme.

### Napoleon Bonaparte Broward
Una statua del "razzista" Napoleon Bonaparte Broward, in memoria del quale la contea è nominata, è stata fatta rimuovere dal tribunale della contea di Broward, in Florida, nel 2017.
Broward, governatore della Florida tra il 1905 e il 1909, era "un segregazionista inopportuno"; il monumento venne installato nel 1993 dopo essere stato donato dal suo scultore, "che non aveva lo spazio necessario per conservare le grandi opere d'arte".
Un avvocato locale ha trovato le sue osservazioni razziste in documenti venuti alla luce solo nel 2011 e pubblicati online su un blog della contea il 21 settembre del 2017. Il sindaco ha detto che si sarebbe dimostrato ricettivo ai tentativi di cambiare nominativo alla contea, ma poco dopo ha completamente cambiato opinione.
La statua è stata rimossa durante la notte tra il 18 e il 19 di ottobre seguenti e messa in deposito.

### Theodore Roosevelt

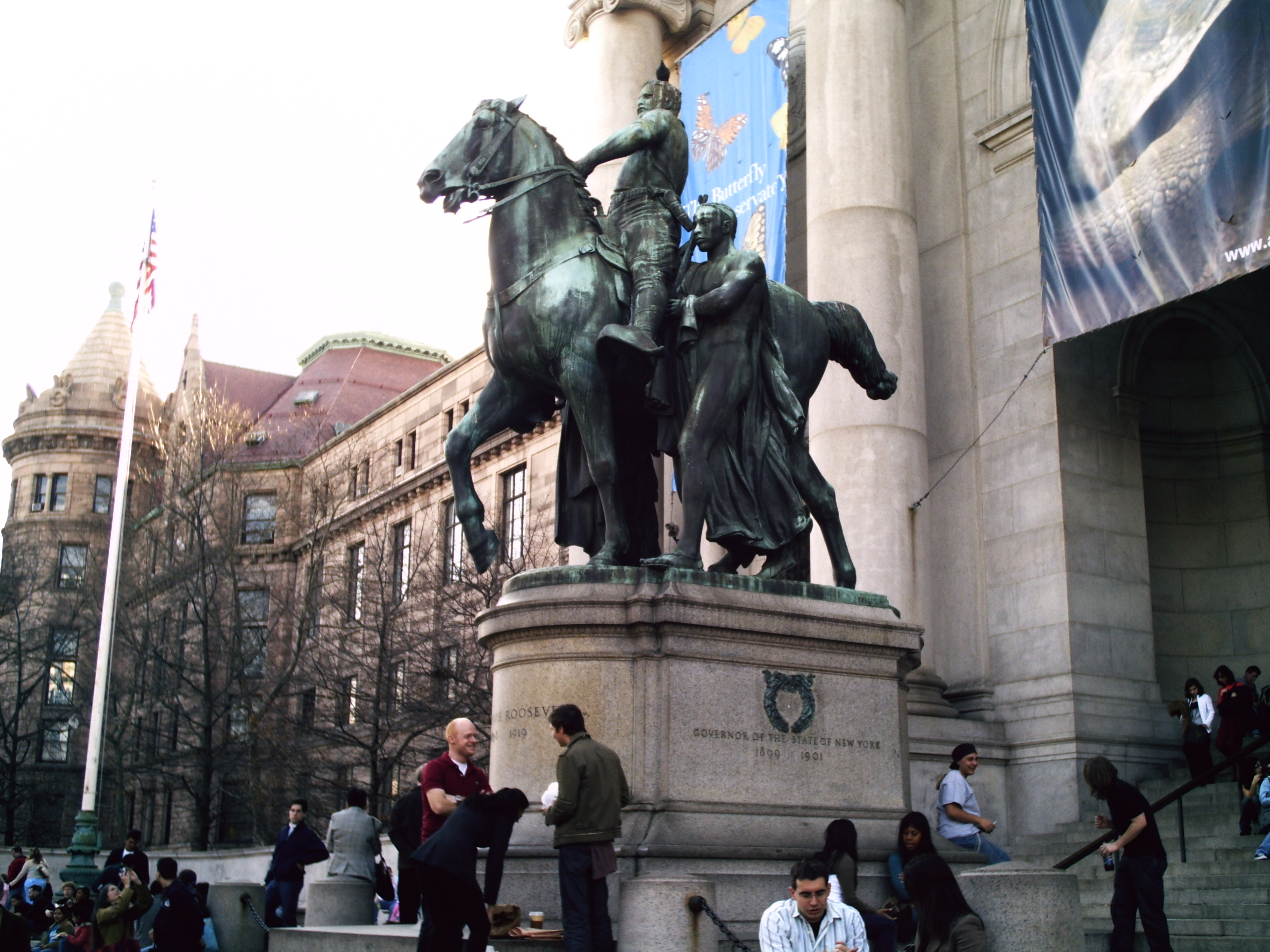
La statua equestre di Theodore Roosevelt

La statua del presidente Theodore Roosevelt posta di fronte all'American Museum of Natural History a Upper West Side, che lo ritrae a cavallo affiancato da un afroamericano e da un nativo americano, è stata deturpata di vernice rossa la mattina del 26 ottobre 2017.
Qualche ora dopo un gruppo ha rivendicato la responsabilità del gesto dichiarando che essa incarna il "patriarcato, il suprematismo del potere bianco e il nuovo colonialismo".

La "Commissione consultiva del sindaco sull'arte, i monumenti e i contrassegni cittadini" guidata da Tom Finkelpearl, neo-commissario del "Dipartimento degli affari culturali di New York" e da Darren Walker, il presidente della Ford Foundation, istituita dal sindaco de Blasio nel 2018 non ha però ritenuto necessario raccomandarne la rimozione.

## Proposte di rimozione o di modifica dei nomi
- Distretto di Columbia

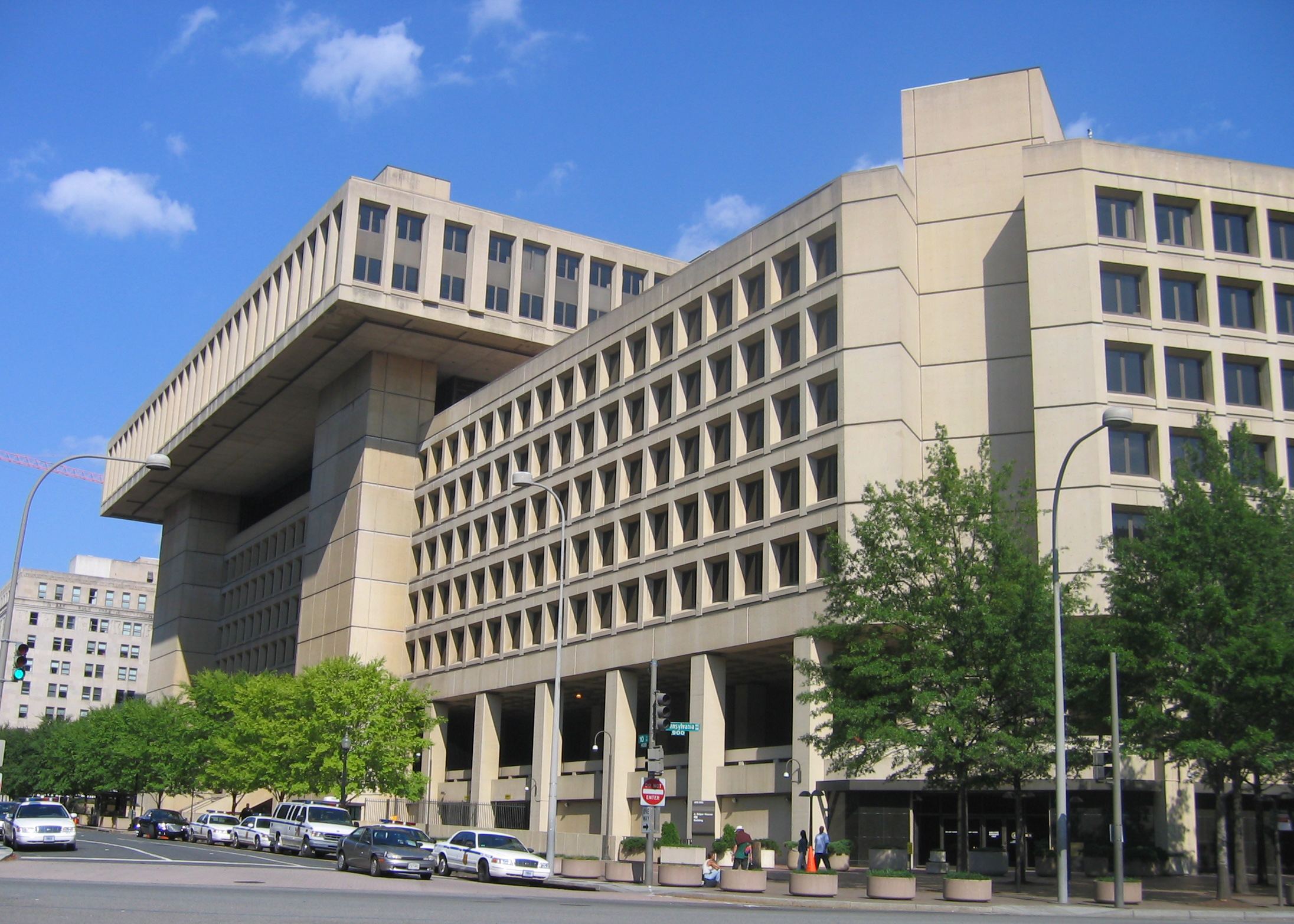
Il "J. Edgar Hoover Building"

Il "J. Edgar Hoover Building", quartier generale nazionale della Federal Bureau of Investigation, perché John Edgar Hoover era uno "zelota affetto da razzismo e anticomunismo il quale, nel nome di Dio e della bandiera degli Stati Uniti d'America, si proponeva di distruggere Martin Luther King Jr.".
- Hawaii

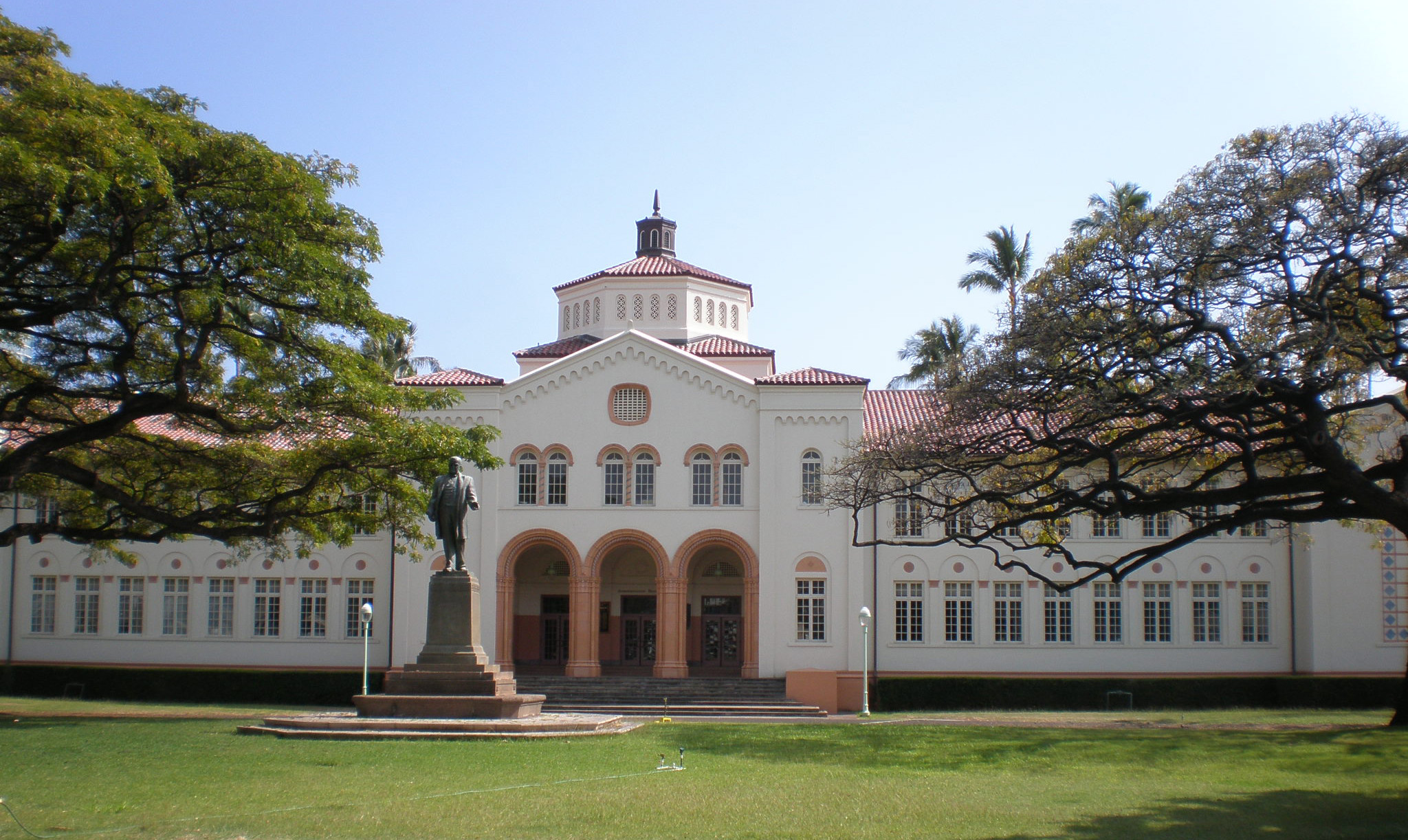
Veduta della "President William McKinley High School" di Honolulu, con la statua dedicata al presidente William McKinley

Il monumento dedicato al presidente William McKinley alla "President William McKinley High School" di Honolulu, perché "ha guidato la conquista delle Hawaii, di Porto Rico, del territorio di Guam, dell'arcipelago delle Filippine e infine di Cuba e per aver scatenato la guerra ispano-americana".
- Louisiana

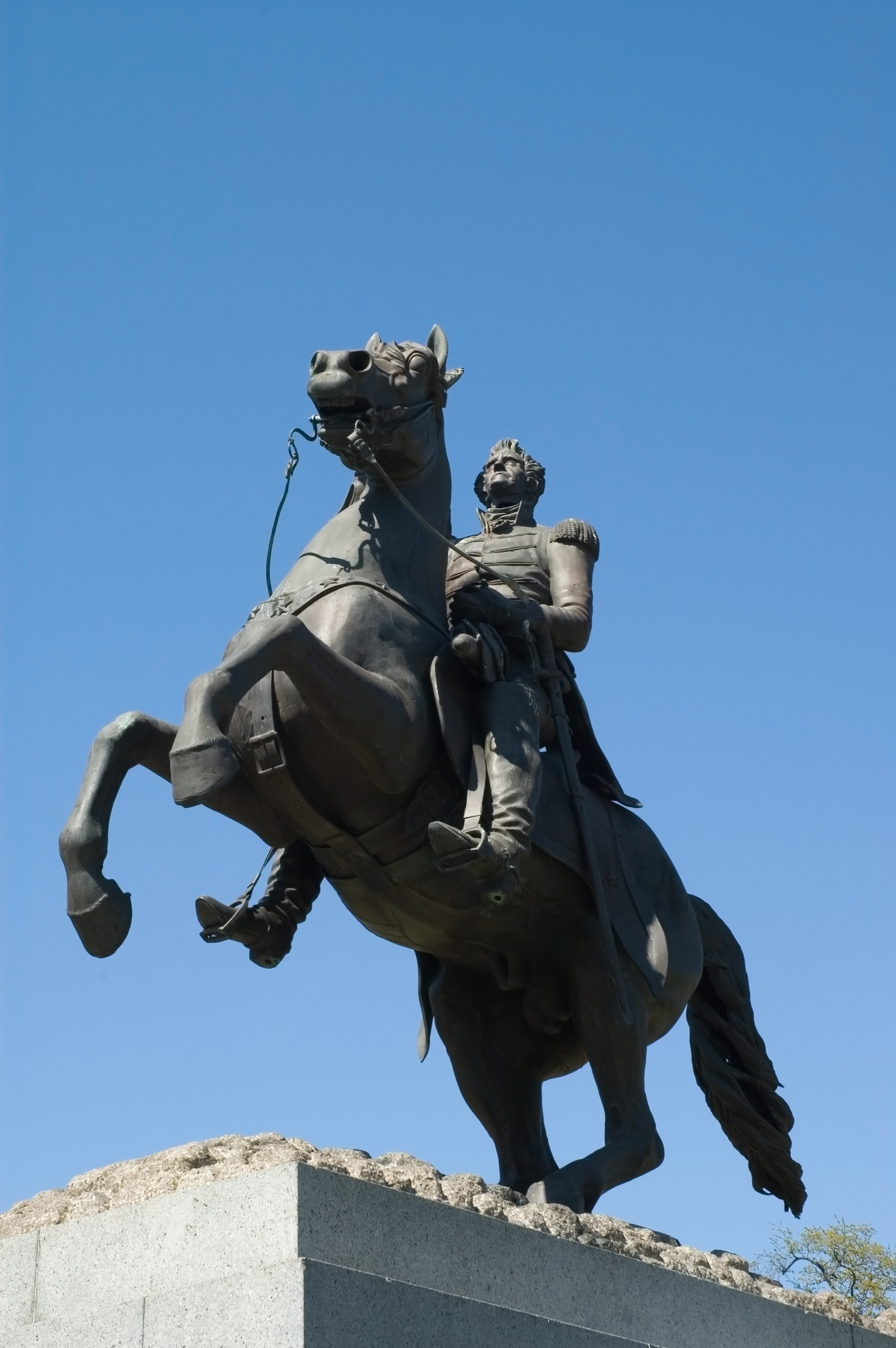
La statua equestre del presidente Andrew Jackson nella "Jackson Square" di New Orleans

La statua del presidente Andrew Jackson nella "Jackson Square" di New Orleans, perché "è stato un assassino sterminatore di indiani".
- Maryland

Lo stadio dell'Università del Maryland, College Park prende il nome da Harry Clifton Curley Byrd, preside dell'Università tra il 1936 e il 1954. Secondo una coalizione di gruppi studenteschi, che ha chiesto che lo stadio venisse ribattezzato, Byrd era "un razzista e un segregazionista" che "ha escluso i neri dalla partecipazione agli sport e dall'iscrizione all'Università fino al 1951".
- Nuovo Messico

Una statua di Diego de Vargas, simbolo della conquista e del dominio spagnolo si trova in un parco cittadino a Santa Fe (Nuovo Messico). Elena Ortiz, membro tribale dell'Ohkay Owingeh, ha chiesto la sua rimozione dicendo che "i gruppi di attivisti sono stati incoraggiati dalla rimozione dei memoriali e monumenti confederati in tutti gli Stati Uniti".
- New York

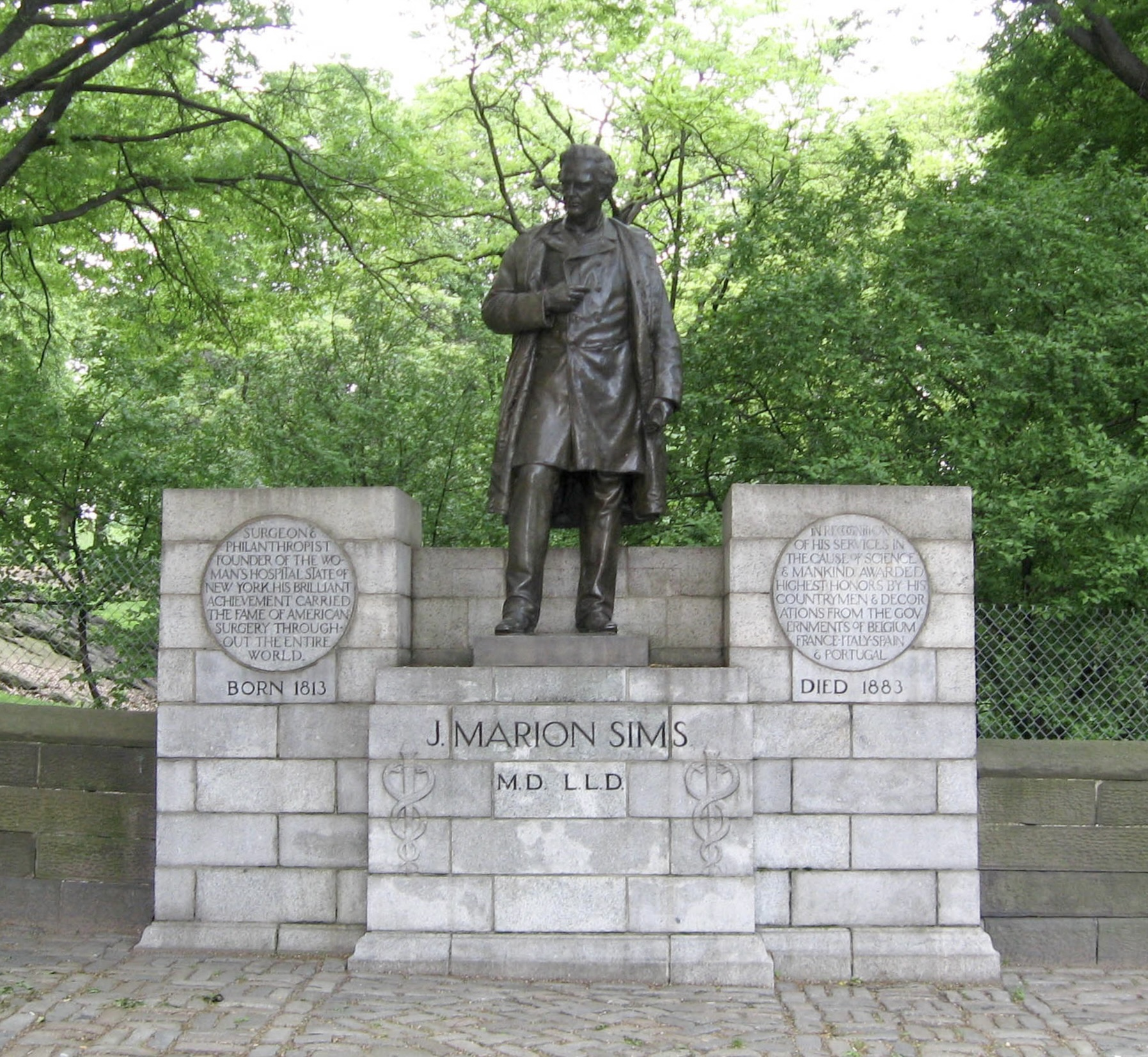
La statua di James Marion Sims a Central Park

James Marion Sims, un medico che eseguì sperimentazioni su donne e bambini schiavi, fino a 30 volte su una donna (all'epoca l'anestesia era stata inventata solo di recente); una sua statua nel Central Park di New York è stata deturpata con la parola "razzista" nell'agosto del 2017.
Subito un gruppo di donne che indossavano abiti da ospedale insanguinati hanno inscenato una protesta contro la statua di Sims all'esterno dell'Accademia di Medicina. Un editoriale su "la più elitaria rivista accademica della scienza, Nature", che si oppone alla rimozione etichettandola come una "storia di caccia alle streghe contro i bianchi", ha generato ampie reazioni di "indignazione ed oltraggio".
Alan Singer, professore alla "Hofstra University", lo definì "l'equivalente americano di Josef Mengele". L'iscrizione posta sul monumento recita: "fondatore chirurgo e filantropo dell'Ospedale delle donne, Stato di New York, il suo brillante successo portò la fama della chirurgia americana in tutto il mondo. In riconoscimento dei suoi servizi nella causa della scienza e dell'umanità ha ricevuto i più alti onori dai suoi compatrioti e decorazioni dai governi di Belgio, Francia, Italia, Spagna e Portogallo".
Nel gennaio del 2018 il sindaco de Blasio ha annunciato che la statua sarebbe stata trasferita nel cimitero di Green-Wood a Brooklyn, là ove è sepolto.

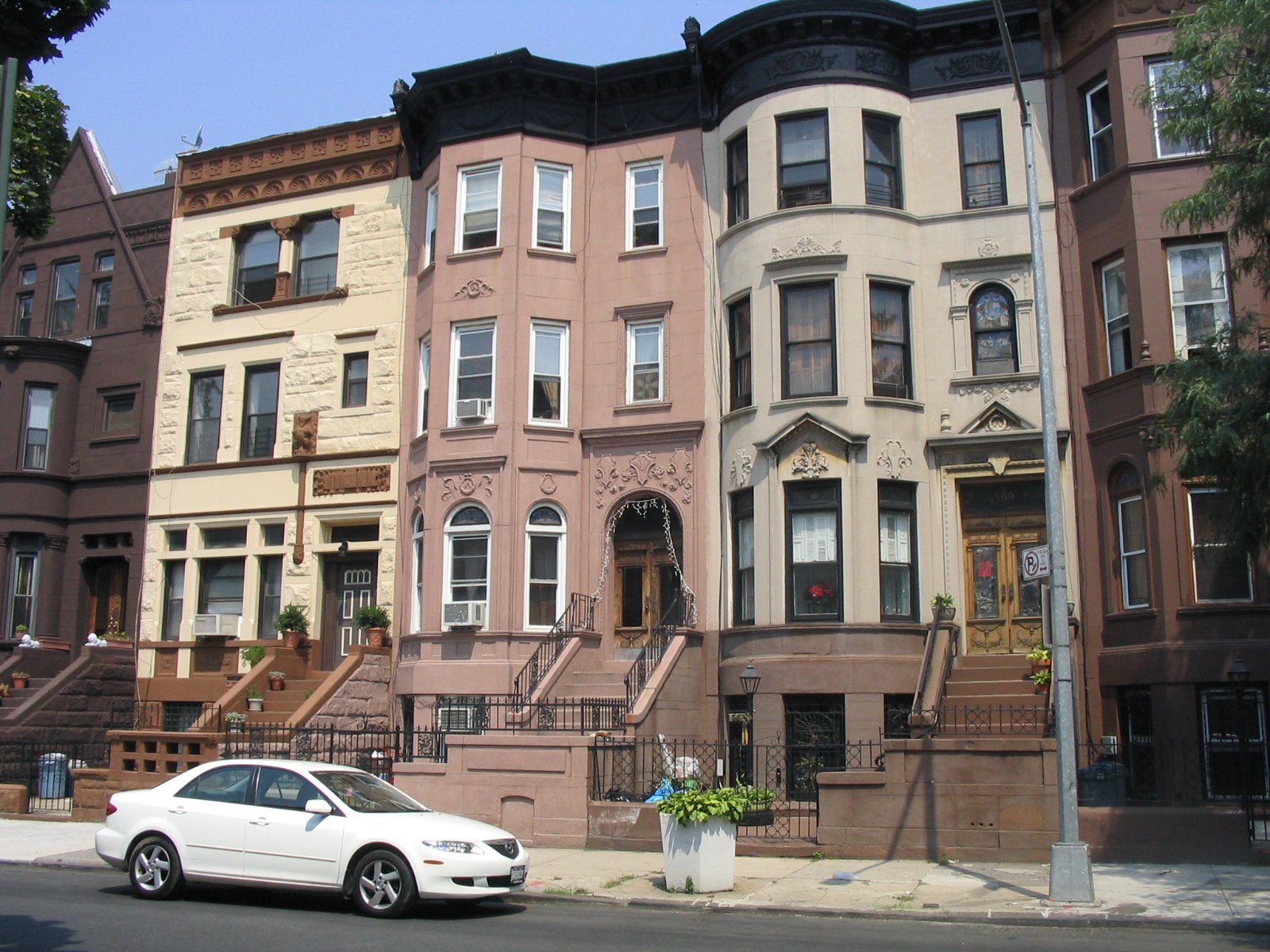
Un'abitazione di Bedford-Stuyvesant

Tutto ciò che a New York è dedicato a Peter Stuyvesant, tra cui "Stuyvesant Square", la sua statua, il quartiere di Bedford-Stuyvesant e la "Stuyvesant High School", in quanto "era un noto esponente dell'antisemitismo".

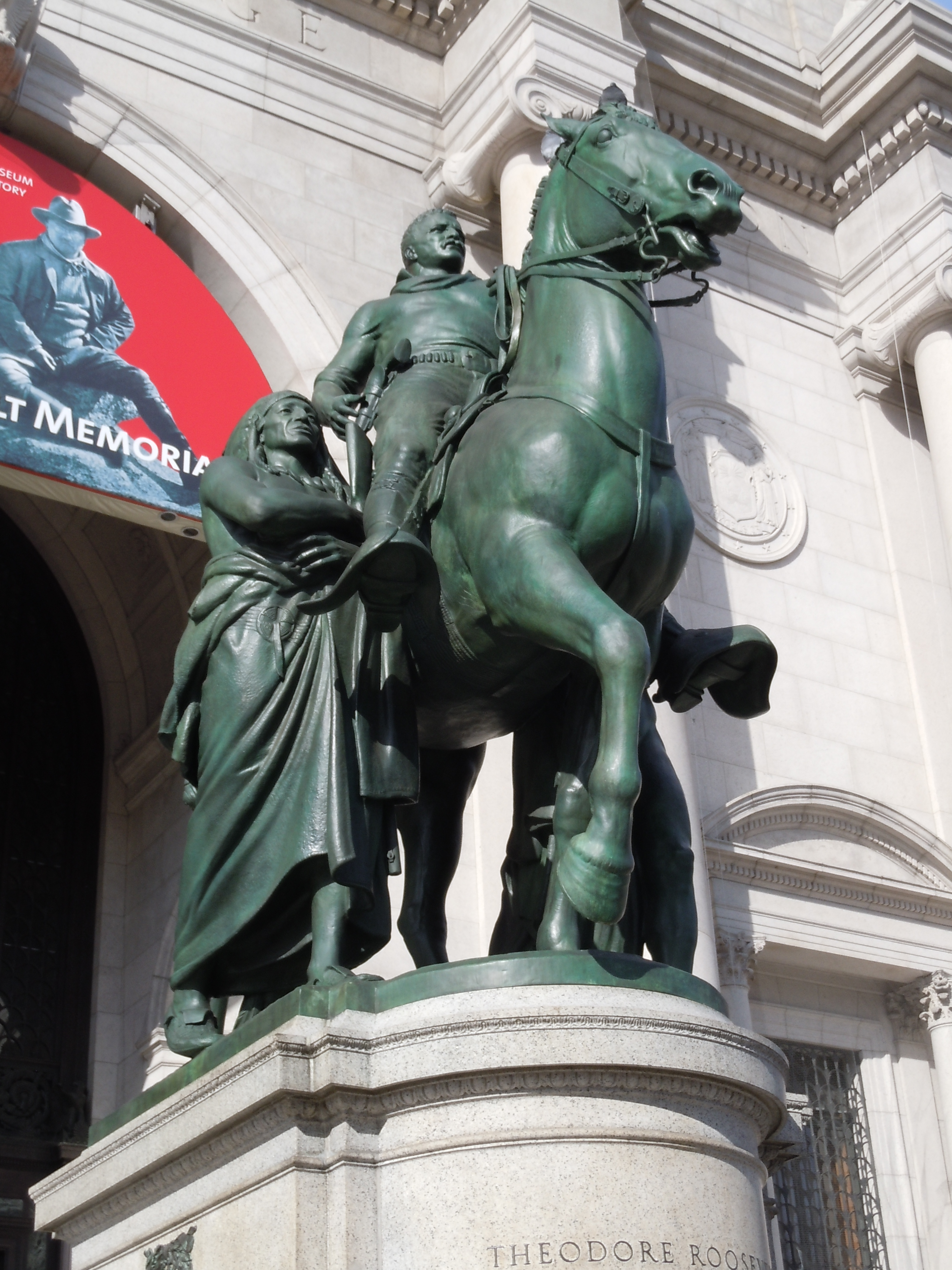
La statua equestre del presidente Theodore Roosevelt all'ingresso dell'American Museum of Natural History

Nell'ottobre del 2016 i manifestanti hanno chiesto che l'American Museum of Natural History togliesse immediatamente la statua "razzista" del presidente T. Roosevelt; questa richiesta è stata rinnovata nel 2017: per i manifestanti il monumento, che mostra il presidente a cavallo con un capo nativo americano e un uomo africano, "glorifica le gerarchie razziali".
Secondo Andrew Ross, professore di sociologia all'Università di New York, "Roosevelt è per noi un grande ed importante simbolo del suprematismo del potere bianco ed è spesso citato come il monumento più odiato di New York. Non può trovare posto al di fuori del museo".

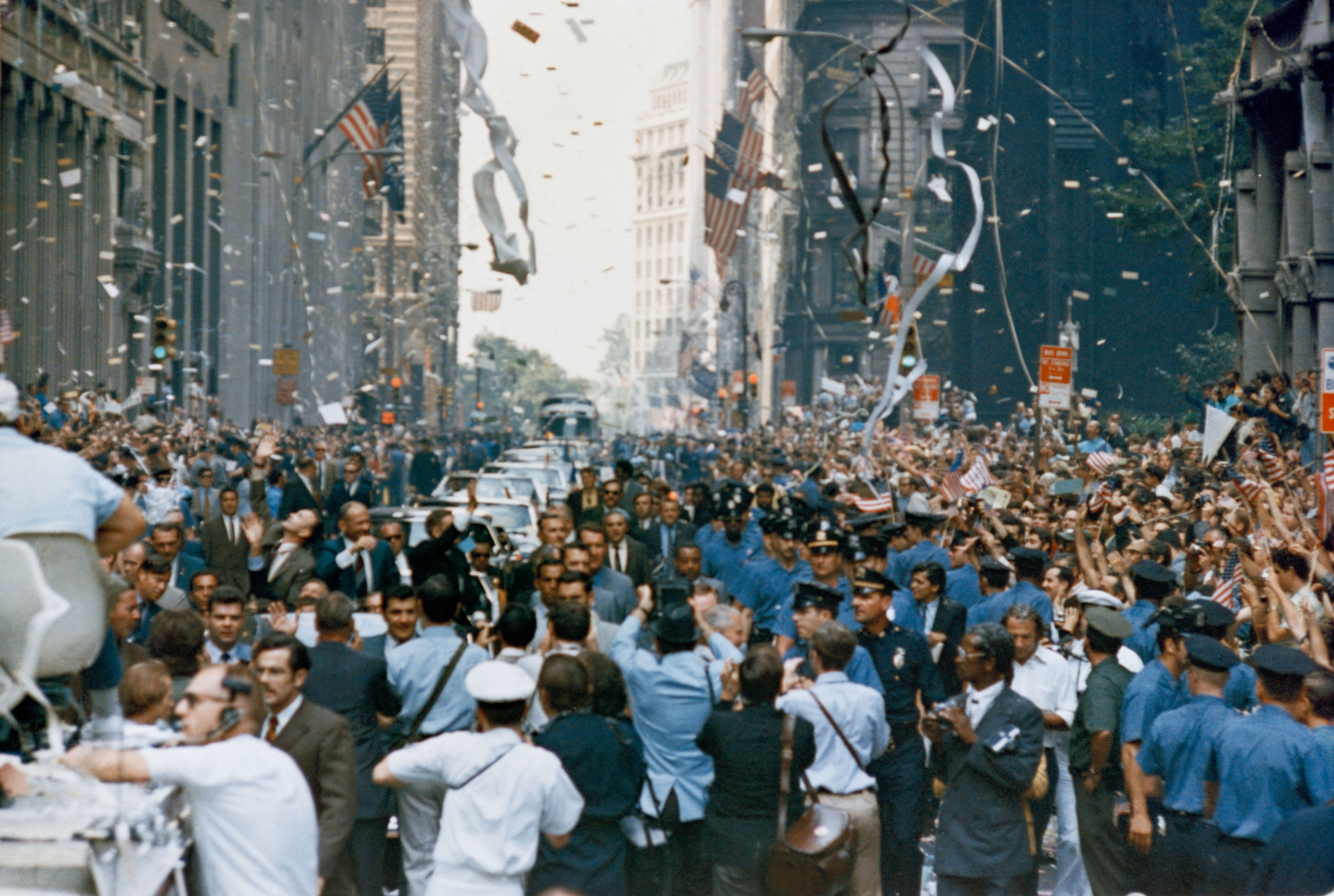
La parata lungo il "Canyon of Heroes" per celebrare l'allunaggio dell'Apollo 11 nel 1969

La rimozione della placca dedicata agli eroi francesi e ai leader del governo di Vichy Philippe Pétain e Pierre Laval, parte del "Canyon of Heroes" di Lower Broadway, è stata proposta dal sindaco de Blasio.
Erano stati difatti degli attivi fautori del collaborazionismo con il nazionalsocialismo e sotto il loro regime molte migliaia di ebrei francesi furono inviati nei campi di concentramento e condannati a morte.
Nel gennaio del 2018 de Blasio annunciò che, basandosi su una raccomandazione espressa da una commissione speciale dopo varie audizioni pubbliche, non sarebbe stato spostato.

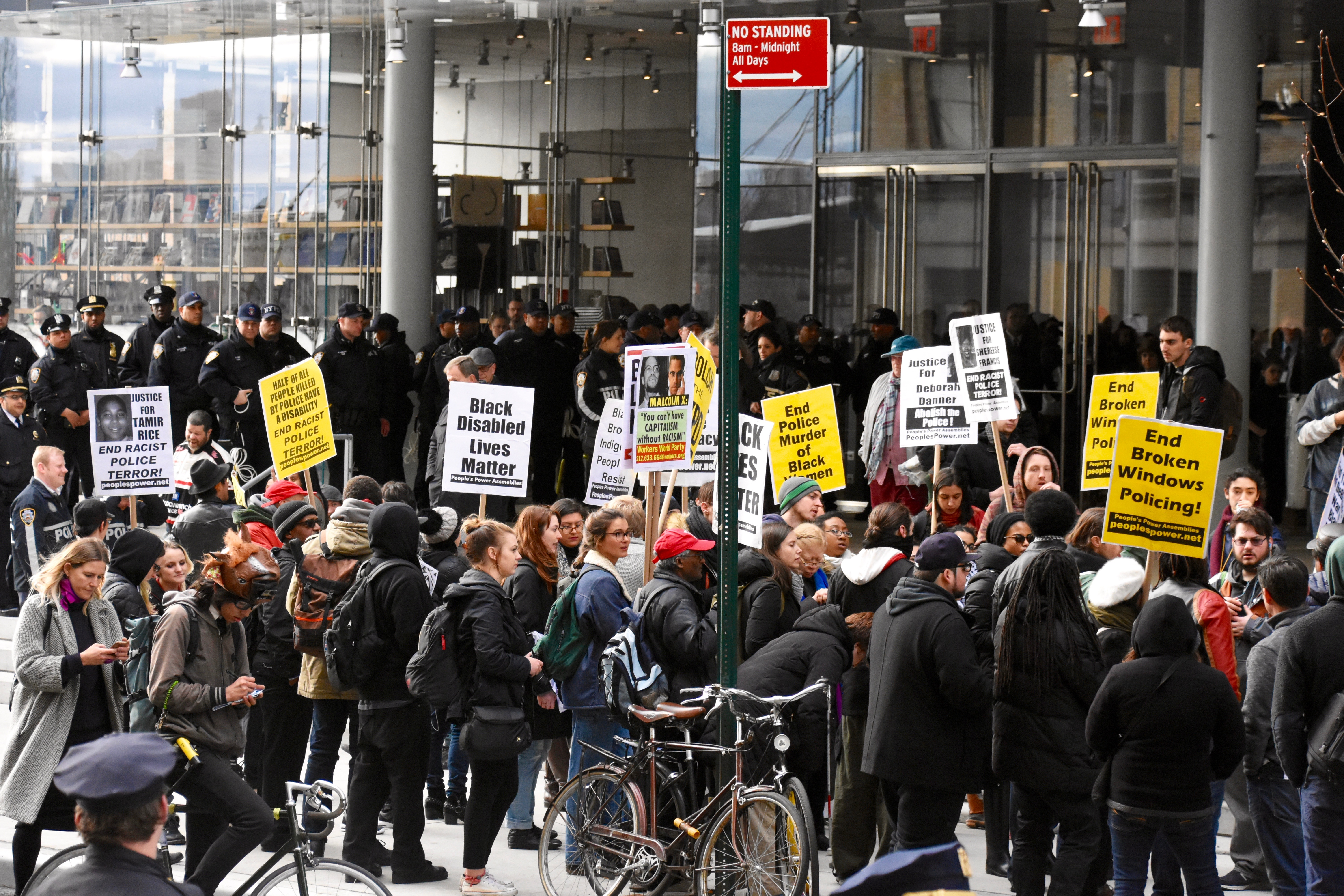
Le proteste inscenate contro Open Casket.

Open Casket, un dipinto del 2016 dell'artista di Brooklyn Dana Schutz basato sulle foto del corpo di Emmett Till, un ragazzo afroamericano di 14 anni che subì il linciaggio da parte di un gruppo di bianchi nel Mississippi del 1955 e i cui assassini sono stati trovati non colpevoli da un grand jury composto di soli bianchi.
Il fatto che il pittore sia bianco ha ispirato vaste proteste e la richiesta della distruzione del dipinto da parte di artisti afroamericani, alcuni dei quali si sono trovati di fronte al dipinto in modo da ostacolare parzialmente la sua visione durante la mostra del 2017 al Whitney Museum of American Art.
- PennsylvaniaLa statua di Frank Rizzo, opera di Zenos Frudakis

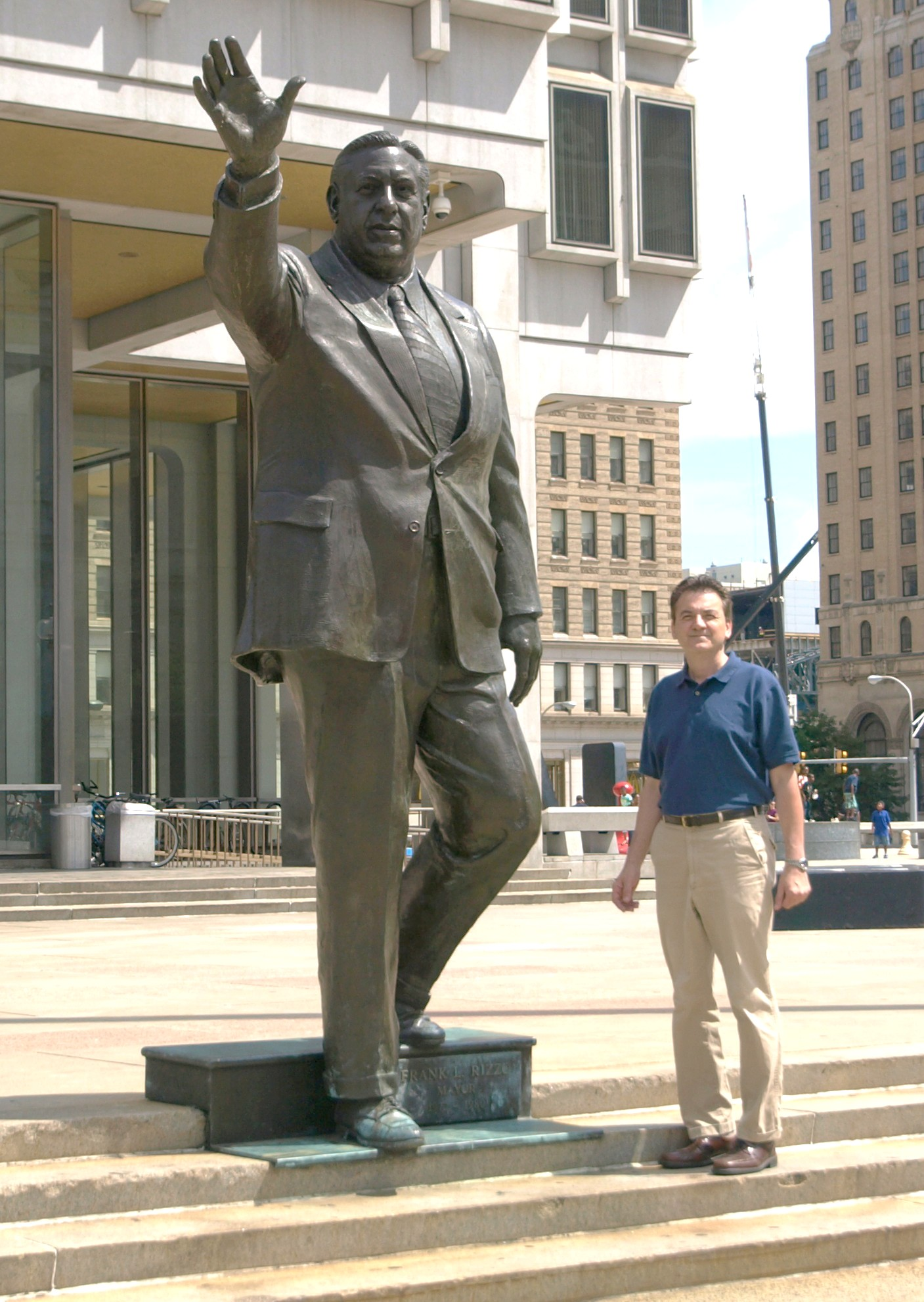
La statua di Frank Rizzo, opera di Zenos Frudakis

Una statua del sindaco di Filadelfia Frank Rizzo, che è "odiato da alcuni afroamericani per le sue dure disposizioni messe in atto verso i neri nella città".
Il dottor Thomas Parran, Jr., chirurgo generale degli Stati Uniti, che ha supervisionato lo studio sulla sifilide di Tuskegee e i coevi esperimenti sulla sifilide in Guatemala, per il quale una sala è stata nominata all'Università di Pittsburgh.
- Texas

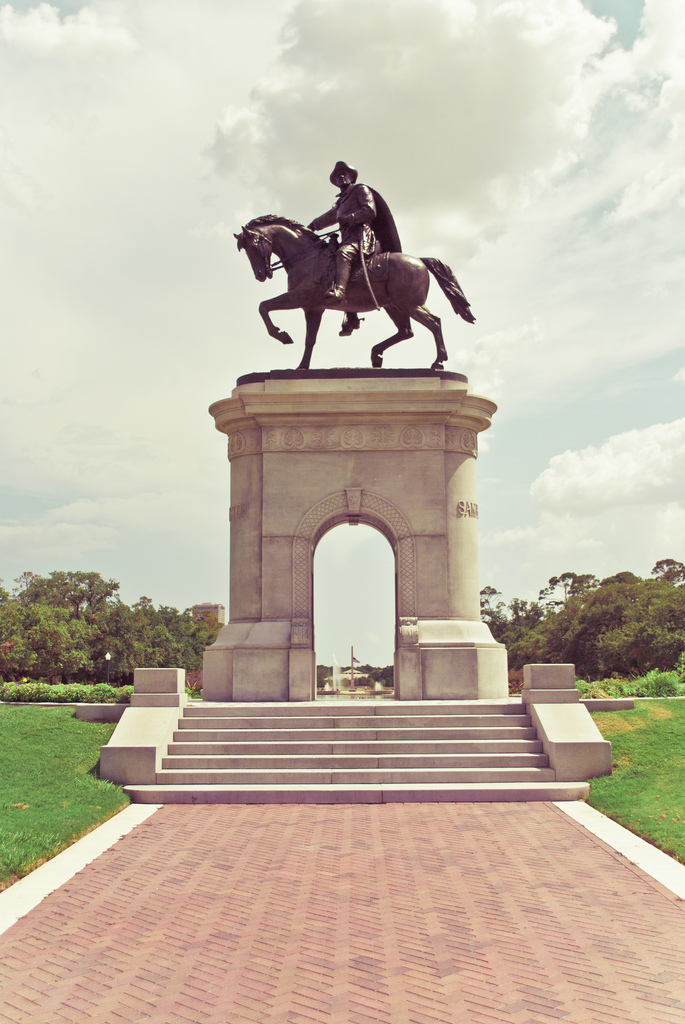
La statua equestre di Sam Houston dello scultore italoamericano Enrico Cerracchio all'"Hermann Park" di Houston

La statua equestre di Sam Houston all'"Hermann Park" di Houston.

"Dopo aver fatto rimuovere questo, possiamo lavorare per far sì che la statua "A Tribute to Courage" di Sam Houston alta 67 piedi posta al di fuori di Huntsville (Texas) sia trasformata in un parcheggio di ghiaia e il "Sam Houston National Forest" ribattezzato".